# Leeds United Football Club
Maillots
Actualités
Le Leeds United Football Club, communément appelé Leeds United ou de manière informelle Leeds, est un club de football anglais situé dans la ville de Leeds. Le club est fondé en 1919, à la suite de la dissolution de Leeds City, et évolue depuis au stade d'Elland Road dans le quartier de Beeston. Le surnom du club, The Peacocks (« les Paons ») provient certainement de l'ancien nom de la rue où se dresse le stade, The Old Peacock Ground.
Le club participe au championnat d'Angleterre depuis 1920. C'est sous la direction de Don Revie que le club a connu son premier âge d’or entre 1960 et 1975. Leeds remporte à cette époque plusieurs titres nationaux et européens. La deuxième période de gloire du club se situe dans les années 1990 avant de connaître ses plus grandes déconvenues, avec notamment une relégation en troisième division en 2007. Les Whites retrouvent l'EFL Championship (deuxième division anglaise) en 2010.
En 2020, en terminant à la première place du Championship, le club retrouve la Premier League 16 ans après l'avoir quittée.
Les couleurs principales du club sont le blanc, le bleu et le jaune. Son logo arbore la rose blanche d'York ainsi que les initiales du club « LUFC ».

## Histoire

### Leeds City Football Club
En 1904, le Leeds City Football Club est créé dans la plus grande ville du Yorkshire. Il perdure jusqu’en 1919 avant d’être dissous par la Football League en réponse à des accusations de paiement illégaux à des joueurs pendant la Première Guerre mondiale. Un nouveau club est alors créé, le Leeds United Football Club. Cette nouvelle entité est invitée à participer à la Midland Football League à la place de l’équipe réserve de Leeds City. Cet engagement devient officiel le 31 octobre 1919. L'équipe du Yorkshire Amateur AFC qui occupe le stade d'Elland Road propose de laisser sa place à la nouvelle équipe dirigée par l’ancien footballeur Dick Ray. Le président du club d'Huddersfield Town, Hilton Crowther prête £35 000 à Leeds (somme devant être remboursée lors de la première montée en division 1) et fait venir le manager du Barnsley FC, Arthur Fairclough pour diriger l’équipe le 26 février 1920. Ray devient son assistant.

### 1920-1960: l’ascenseur entre la première et deuxième division

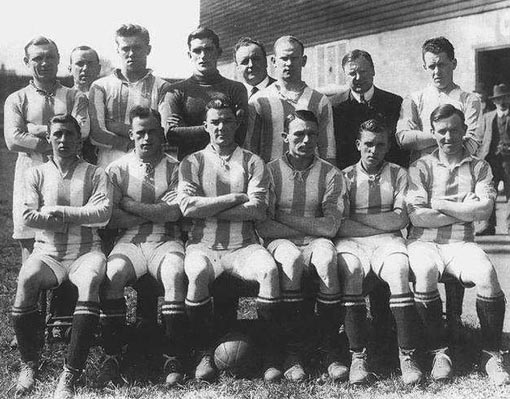
La première équipe de Leeds, au départ de la saison 1920-1921.

Le 31 mai 1920, Leeds United est choisi pour faire partie de la Football League.
Les premières années sont consacrées à consolider la position du club en deuxième division et au terme de la saison 1923-1924, il remporte son premier titre. Ceci permet donc à Leeds de participer au championnat d’Angleterre de première division pour la première fois de son histoire. Mais le club peine à assurer sa place dans l’élite anglaise et à la fin de la saison 1926-1927, il est relégué. Le retour en deuxième division provoque le départ de Fairclough et Dick Ray revient à la tête de l’équipe. Ainsi jusqu'au début de la Seconde Guerre mondiale le club va évoluer pour la plupart du temps en première division, même si à deux reprises il est relégué puis promu dès la saison suivante. Son meilleur classement est une cinquième place, obtenue en 1930. Par ailleurs, le 5 mars 1935, Ray sera remplacé par Billy Hampson qui va rester en place pendant douze années consécutives.

Après la fin de la guerre, la saison du Championnat d'Angleterre de football 1946-1947 est un calvaire et le club se voit de nouveau relégué en deuxième division. Cette année-là reste la pire saison de son histoire. En conséquence, Hampson démissionne et est remplacé en avril 1947 par Willis Edwards.

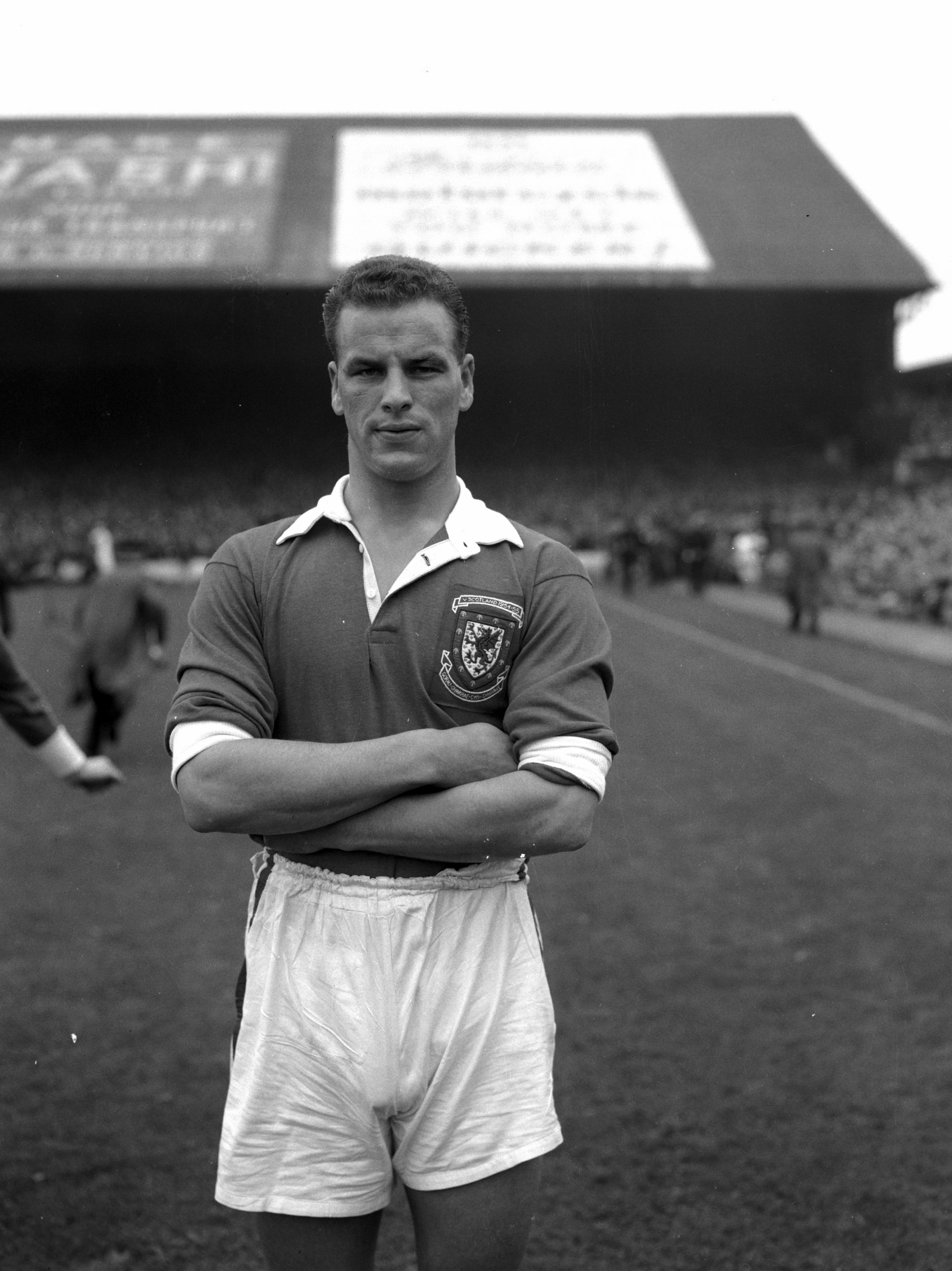
John Charles, l’une des premières grandes star du club.

En 1948 Sam Bolton devient le nouveau président du club. Edwards, après seulement un an de présence, est remplacé par le Major Frank Buckley. Le club se maintient en deuxième division jusqu’en 1955-1956, saison lors de laquelle il accède de nouveau à la première division, emmené notamment par le buteur gallois John Charles, désigné comme l'un des plus grands joueurs que le Pays de Galles ait connu, qui vient de terminer meilleur buteur de deuxième division. Le 18 septembre 1956 la tribune ouest du stade d'Elland Road est détruite par un incendie, ainsi que les bureaux et vestiaires qu'elle abritait.
N'étant pas assuré de manière adéquate le club doit faire appel au public afin de récolter des fonds pour réparer les dégâts. Leeds termine cette saison 1956-1957 à la huitième place et John Charles, âgé de 25 ans, est le meilleur buteur du championnat anglais avec 38 réalisations. Il aspire alors à des ambitions plus élevées et ne pense pas qu'elles puissent être comblées à Leeds, malgré les tentatives du manager Raich Carter de l'en convaincre. Le joueur s'envole finalement pour la Juventus d'Umberto Agnelli lors de l'été 1957. Le montant du transfert est alors le plus cher jamais versé pour un transfert : 65 000 £. La perte d’un tel joueur s’avère trop lourde pour le club et l’équipe est reléguée au terme de la saison 1959-1960.

### 1961-1975: l'âge d'or

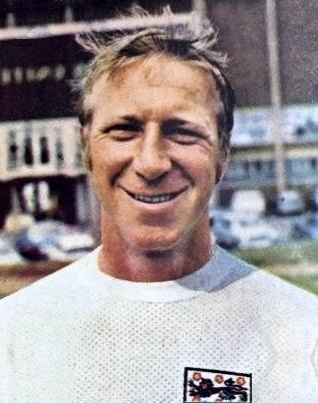
Jack Charlton, grand joueur de Leeds entre 1952 et 1973.

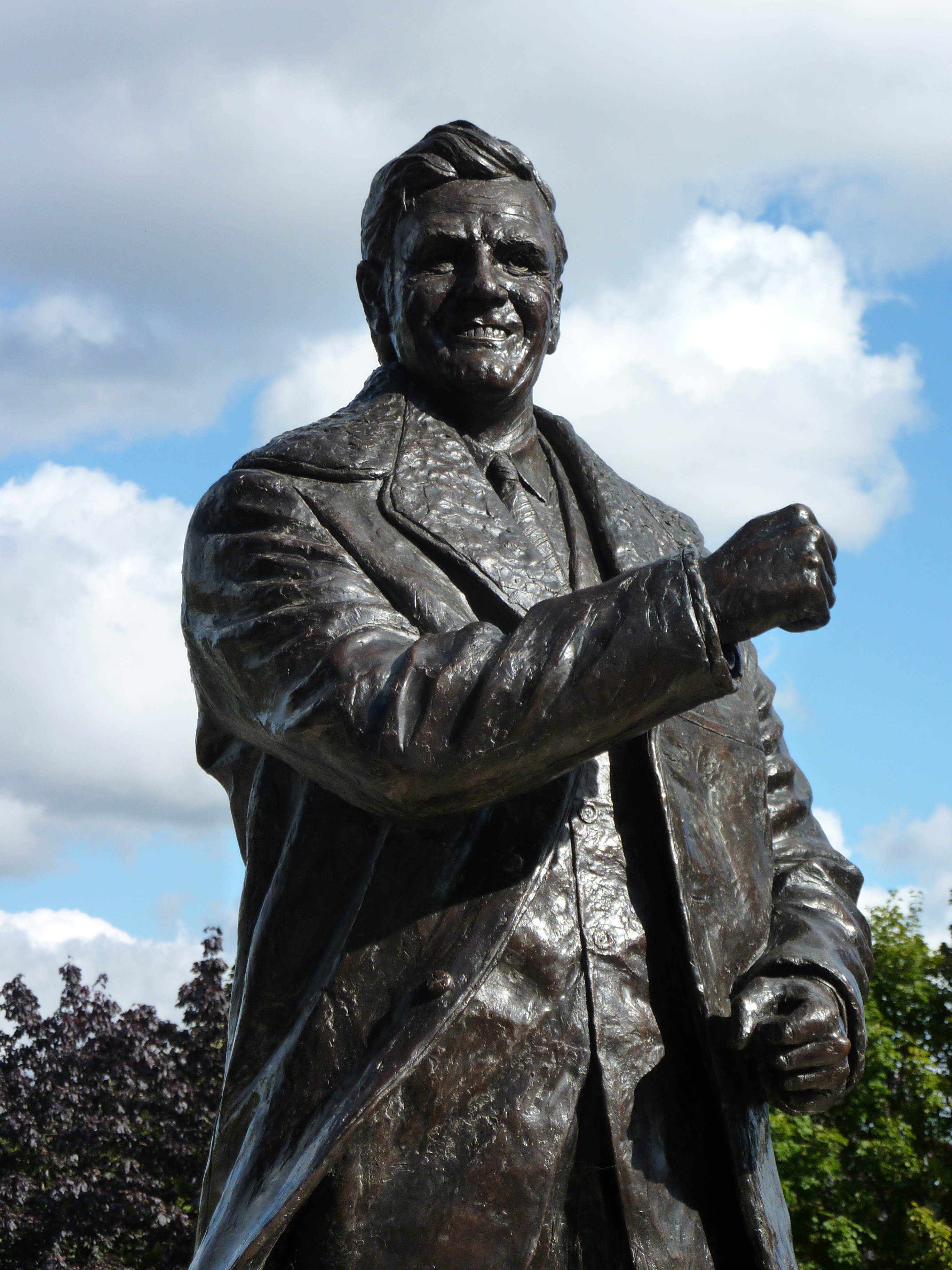
Statue de Don Revie devant Elland Road.

En mars 1961, la direction du club nomme Don Revie comme manager. Sa prise de fonction commence difficilement, le club est en grande difficulté financière et au bout du suspens, il attend la toute dernière journée de championnat pour sauver le club de la relégation en troisième division. Pour s'en sortir, il misera donc sur une politique de formation de jeunes joueurs puis parviendra à retourner complètement la situation en propulsant l’équipe en première division au terme de la saison 1963-1964. Par ailleurs, il instaure aussi la tenue complètement blanche qui la caractérise encore aujourd'hui à domicile. Les Whites sont alors emmenés par des joueurs comme Billy Bremner, Johnny Giles, Jack Charlton ou Peter Lorimer, devenus plus tard des légendes du club. Très vite après son retour dans l'élite, Leeds s'affirme comme l'une des places fortes du football anglais. Le club termine second en championnat en 1964-1965, atteint la finale de la FA Cup pour la première fois de son histoire (défaite 2-1 contre Liverpool) et est de nouveau dauphin en 1965-1966. La saison 1967-1968 est excellente pour le club qui remporte ses deux premiers trophées majeurs : League Cup en triomphant face à Arsenal et la Coupe des villes de foires en battant Ferencváros TC 1-0 sur un but de Mick Jones. En 1969, les Whites emmenés par Revie atteignent les sommets du football anglais en remportant le premier championnat de leur histoire. Leeds vit alors sous les ordres de Revie une époque dorée et termine systématiquement à l’une des quatre premières places du championnat anglais entre 1965 et 1974. Le style de jeu de Leeds sera tout de même assez critiqué (kick and rush, simulations, fautes grossières), et notamment par un homme se faisant de plus en plus remarquer, Brian Clough. Pendant cette décennie, on considère néanmoins Leeds United comme une des meilleures équipes d'Europe et Revie comme un des plus grands entraîneurs de son époque.
En 1971, Leeds remporte une nouvelle fois la Coupe des villes de foires, cette fois-ci en l'emportant contre la Juventus grâce à la règle des buts marqués à l'extérieur et en 1972, soulève la première Coupe d'Angleterre de son histoire en s'imposant 1-0 contre Arsenal grâce à une réalisation d'Allan Clarke. La saison suivante, le club dispute une finale de Coupe d'Europe des vainqueurs de coupe en 1973 mais s'incline face à l'AC Milan. Les Peackocks s'inclinent également en finale de FA Cup et perdent leur titre contre Sunderland.

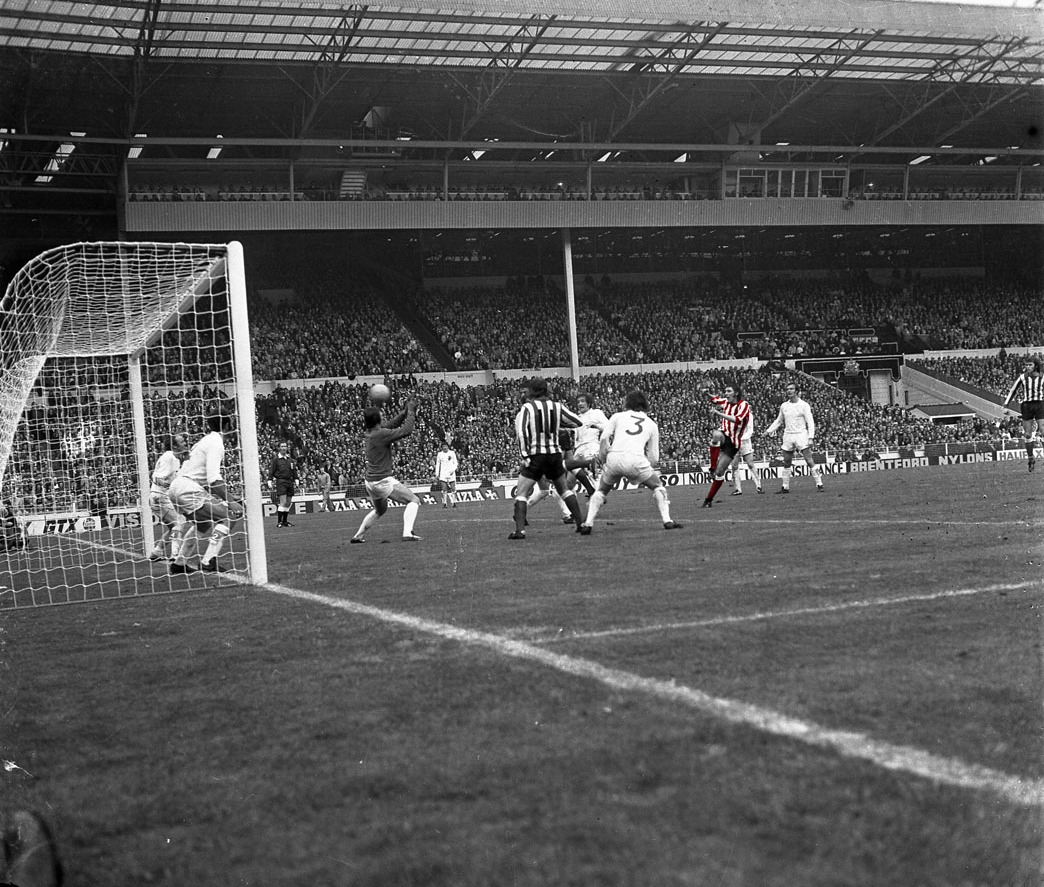
Finale de FA Cup que Leeds, tenant du titre, perd 1-0 contre Sunderland en 1973.

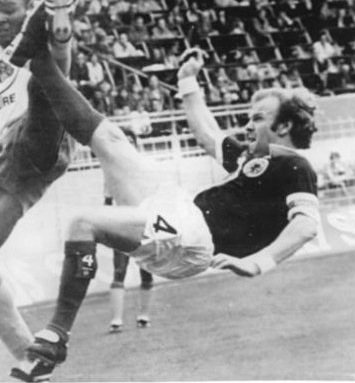
Billy Bremner, joueur star du club entre 1959 et 1976.

En 1974 que le club s'adjuge une nouvelle fois le titre de champion d'Angleterre en terminant devant Liverpool. C'est sur ce sacre que Don Revie décide de mettre un terme à son aventure avec Leeds. Il se retire en pleine gloire pour prendre en main l’équipe d'Angleterre de football et son remplaçant n'est autre que... Brian Clough. Ce jeune entraîneur vient de réaliser des performances exceptionnelles avec Derby County, qu'il a sauvé de la relégation puis emmené au sommet du championnat anglais en moins de trois saisons, tout en pratiquant un jeu à l'opposé de celui de Revie à Leeds. Cette nomination est d'ailleurs une véritable surprise pour les supporters et pour les joueurs, tant Clough a critiqué, et parfois très violemment, Revie et son style de jeu. Sans son adjoint, Peter Taylor, il ne réussit néanmoins pas à imposer son style et est en conflit avec le président, les joueurs, les supporters et toute la ville. Les joueurs, notamment, attendaient plutôt la nomination d’un des leurs, en l’occurrence Johnny Giles, et n’adhéreront donc jamais aux consignes de Clough. La direction du club, s’apercevant de son erreur, congédie Clough après seulement 44 jours de présence. À son départ, il masquera sa déception en déclarant : « C’est un jour terrible... pour Leeds United. ». Il est remplacé par l'ancien capitaine de l’équipe d'Angleterre Jimmy Armfield. Ce dernier parvient à emmener en finale de la Coupe d'Europe des clubs champions une équipe qui pourtant commence à accuser le poids des années, en témoigne sa 9e place en championnat la même année. Par ailleurs, cette défaite en finale face au Bayern Munich est très controversée à la suite d'un arbitrage plus que suspect. Leeds écope ensuite de trois ans de suspension de participation aux coupes européennes après les violences commises par ses supporters.

### 1975-1988: les légendes échouent en tant qu'entraîneurs

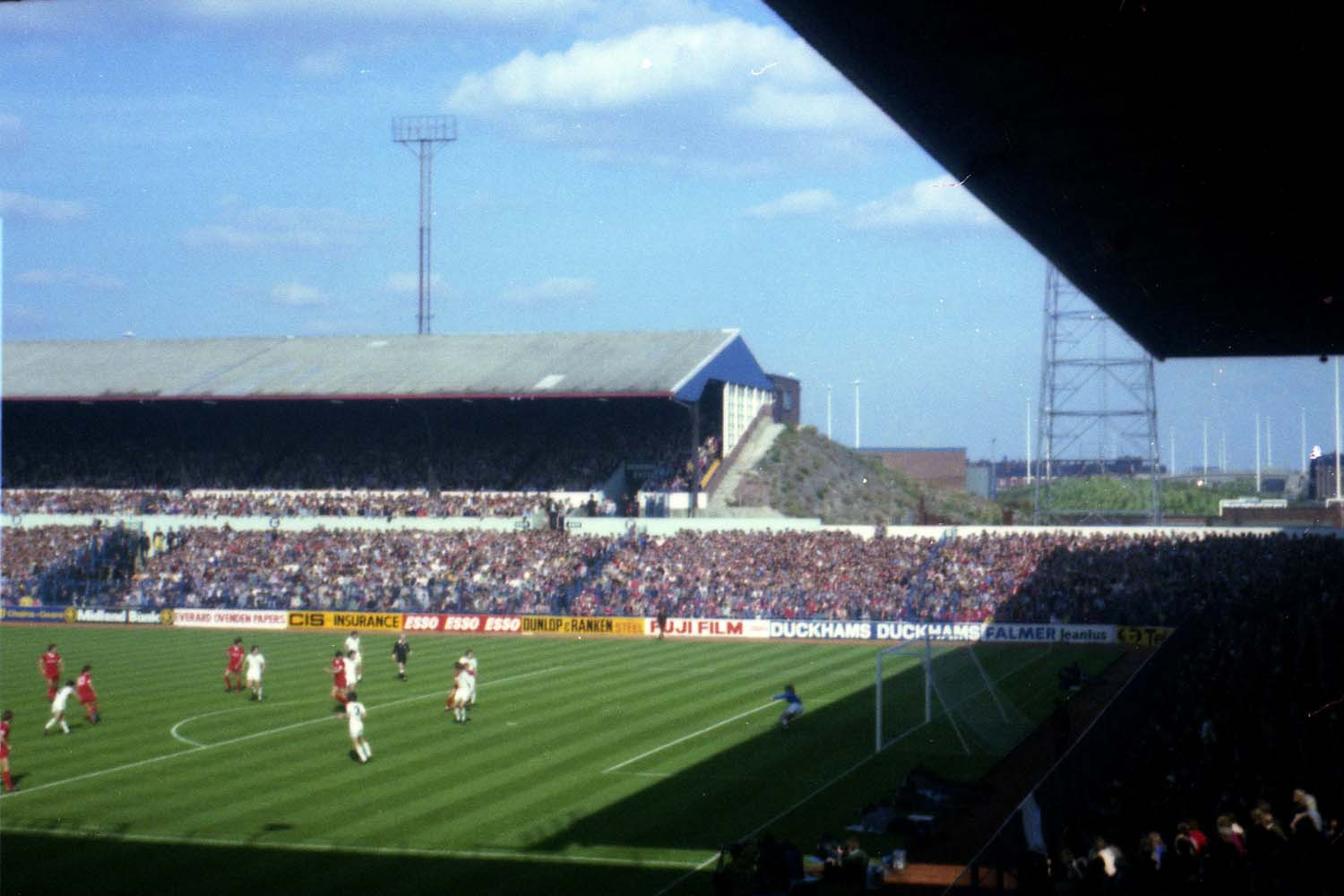
Match des Whites en 1979.

Assisté par Don Howe, Armfield tente tant bien que mal de reconstruire l'équipe laissée par Revie. Mais il ne réussit jamais à faire remonter le club dans l'élite anglaise et européenne, stagnant dans le top 10 du championnat. Alors la direction, qui s'impatientait, décide de se séparer d'Armfield en 1978. Il fut remplacé par Jock Stein, qui ne reste aussi que 44 jours, partant entraîner l'équipe nationale d'Écosse. Le conseil d'administration se tourne donc vers Jimmy Adamson mais lui aussi est incapable d'arrêter le déclin du club. En 1980, Adamson démissionne et est remplacé par l'ancien international anglais et attaquant vedette de Leeds, Allan Clarke. Mais même en dépensant sans compter dans les joueurs, il ne peut empêcher la relégation du club à la fin de l'exercice 1981-1982. Clarke est donc remplacé par son ancien coéquipier Eddie Gray en 1982.
Avec désormais peu d'argent à consacrer pour l'équipe, Gray se concentre donc sur le développement des jeunes, mais il ne put jamais les guider à la promotion pour la première division. La direction étant redevenue impatiente, elle décide de licencier ce dernier en 1985. Le remplaçant n'est autre que la légende du club, Billy Bremner.
Bremner continue dans la lignée de Gray, mais il lui est tout aussi difficile d'obtenir une promotion. Il conduit tout de même Leeds en finale des play-off en 1987, où l'équipe est défaite par Charlton Athletic et parvient la même année en demi-finale de FA Cup, que l'équipe perd face à Coventry City.

### 1988-1995: le deuxième âge d’or
En octobre 1988, alors que l’équipe n’est classée que 21e en deuxième division, Billy Bremner est remercié. Il est immédiatement remplacé par Howard Wilkinson qui réussit là où les anciennes gloires du club avaient échoué : faire remonter Leeds en première division. Il atteint cet objectif au terme de la saison 1989-1990.
Sous sa direction, le club continue de progresser en terminant à une très belle quatrième place dès la première saison dans l’élite puis connaît la consécration en enlevant le titre de champion d’Angleterre la saison suivante. L’équipe s’articule alors autour de joueurs comme Gary McAllister, Gordon Strachan, Lee Chapman, Gary Speed et Éric Cantona, qui ne sera resté qu'une seule saison. La saison suivante est à l’inverse très décevante. Après avoir été rapidement éliminé de la Coupe d'Europe des clubs champions (défaite dès le deuxième tour contre les Glasgow Rangers), Leeds échappe de peu à la relégation en deuxième division en terminant à une piètre 17e place.
Puis les années se suivent et se ressemblent. Les whites stagnent et Wilkinson est remercié après une lourde défaite 0-4 à domicile contre le grand rival Manchester United en 1996.
Le « sergent Wilko », surnom dû à la grande discipline qu'il a amenée, laissera derrière lui un bel héritage après avoir continué avec succès le travail de Gray et Bremner concernant le développement d’un centre de formation efficace, qui a fourni et fournira au club un grand nombre de joueurs de haut niveau.

### 1996-2004: Leeds retrouve les sommets puis rechute
En 1996, George Graham devient le nouvel entraîneur du club, remplaçant ainsi Howard Wilkinson. Son arrivée va marquer le début le commencement d'une période faste pour le club. Son bon recrutement, avec des recrues tel que Jimmy Floyd Hasselbaink, Michael Bridges ou encore le jeune Harry Kewell, conjugué à l'éclosion des jeunes joueurs formés au club, comme Alan Smith, vont lui permettre d'obtenir des résultats probants. Il qualifie notamment l'équipe pour la coupe UEFA lors de la saison 1997-1998 (5e). Néanmoins, à la fin de celle-ci, il décide de partir à Tottenham Hotspur, n'ayant pas réussi à trouver un accord pour prolonger son contrat.

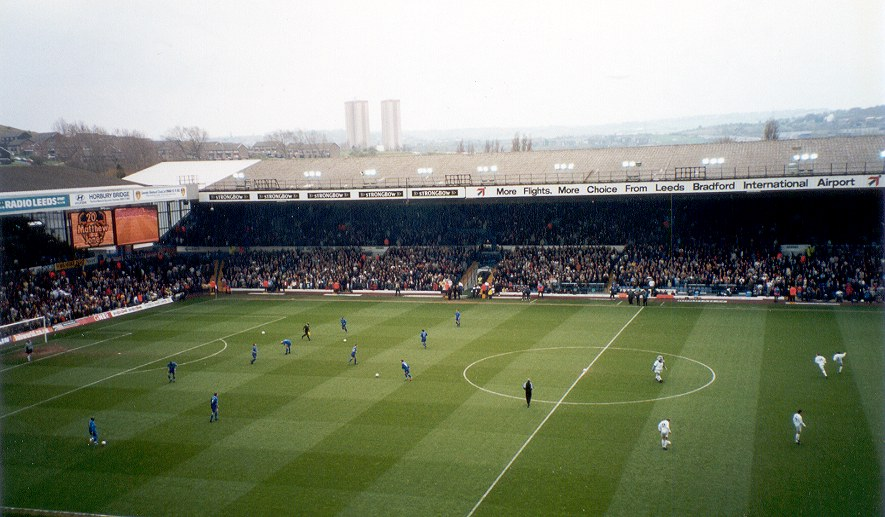
Opposition entre les Whites et Chelsea Football Club en 2000.

David O'Leary prend alors le poste d'entraîneur laissé vacant, améliore le classement de Leeds et finit par accrocher le podium (3e) en 1999-2000 et donc une qualification en Ligue des champions. Cette même saison les whites atteignent la demi-finale de la Coupe de l'UEFA, perdue contre Galatasaray SK 4-2. Par ailleurs, c'est lors de cette double confrontation que Leeds est secoué par la mort de deux de ses supporters, Christopher Loftus et Kevin Speight, poignardés à Istanbul avant le match. Depuis, une grande rivalité est née entre les deux clubs et une minute de silence est faite à chaque match dont la date est la plus proche de celle de ce tragique événement.

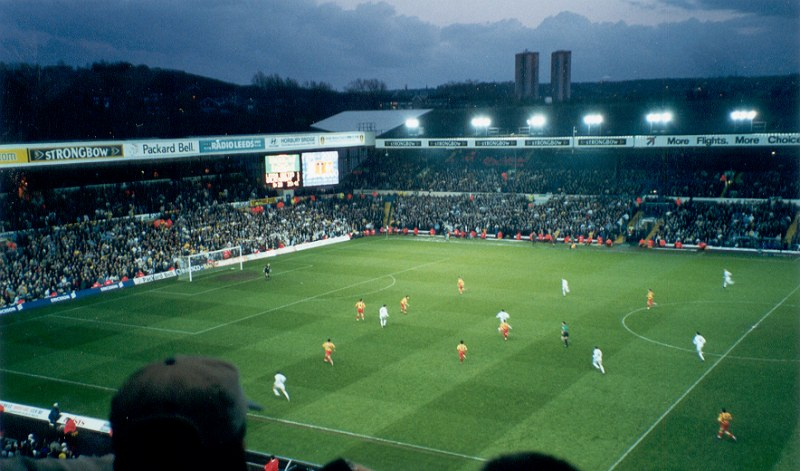
Rencontre face à Galatasaray SK en Coupe UEFA en 2000.

La saison suivante, Leeds effectuera un parcours de qualité en championnat et en Ligue des champions qu'il rêve alors de remporter après avoir battu l'autre grand favori de l'époque, le Deportivo La Corogne. Mais tout s'achève en demi-finale sur la pelouse de Mestalla face au Valence CF sur le score sans appel de 3-0.
En 2001-2002 le club finit cinquième, le dernier top 5 à ce jour[Quand ?] de l'équipe à ce niveau. Leeds rate donc d'un point la qualification pour la C1, économiquement très importante pour le club. C'est aussi cette saison-là que le club va réaliser le transfert le plus important du club côté départs, avec la vente de Rio Ferdinand à Manchester United contre la somme de 36 millions d'euros. Départ qui va pousser encore un peu plus David O'Leary à quitter ses fonctions d'entraîneur à la fin de la saison.
Durant cette période, Leeds United tutoie les cimes européennes et à Elland Road on s'était pris à rêver d'un statut digne de celui des années Don Revie. Pour atteindre cet objectif le président Peter Ridsdale avait sorti le portefeuille et fit signer de nombreux joueurs de talents, tels qu'Olivier Dacourt, Mark Viduka, Robbie Keane et notamment le défenseur Rio Ferdinand pour la somme record de 20 millions d'euros. Chris Akers, directeur au sein du club, avait souhaité faire de Leeds et de ses activités dérivées une entreprise leader en Europe sur divers plans comme le sport, les loisirs, les médias… Mais ce fut un échec retentissant, le club n'a fait que terriblement s'endetter. Et après une demi-finale de Ligue des champions en 2001 et cinq saisons consécutives sans sortir du top 5 de la Premier League, les Whites commencent à s'écrouler, d'abord avec une 15e place lors de la saison 2002-2003, puis en étant finalement relégué en deuxième division à la fin de l'exercice 2003-2004, à la suite notamment de choix sportifs et financiers hasardeux. Ainsi après avoir collectionné les stars et près de 110 millions d'euros de dettes, le club payera cher son ivresse.

### 2004-2007: Leeds tombe de haut
Malgré une très bonne deuxième saison en deuxième division (2005-2006) et une finale de Play-off, le club est de nouveau relégué en 2007.
Ken Bates rachète le club en 2005 pour environ 11 millions d'euros (£ 10 millions). Il garde Kevin Blackwell au poste d'entraîneur, qui avait fait terminer l'équipe en milieu de tableau la saison précédente, se contentant de stabiliser le groupe en faisant signer des joueurs gratuitement et avec des salaires peu élevés. C'est aussi à la fin de cette saison que l'une des dernières légendes de Leeds, Lucas Radebe prit sa retraite après une série de blessures, et qu'un jeune joueur prometteur en la personne d'Aaron Lennon rejoint Tottenham Hotspur.

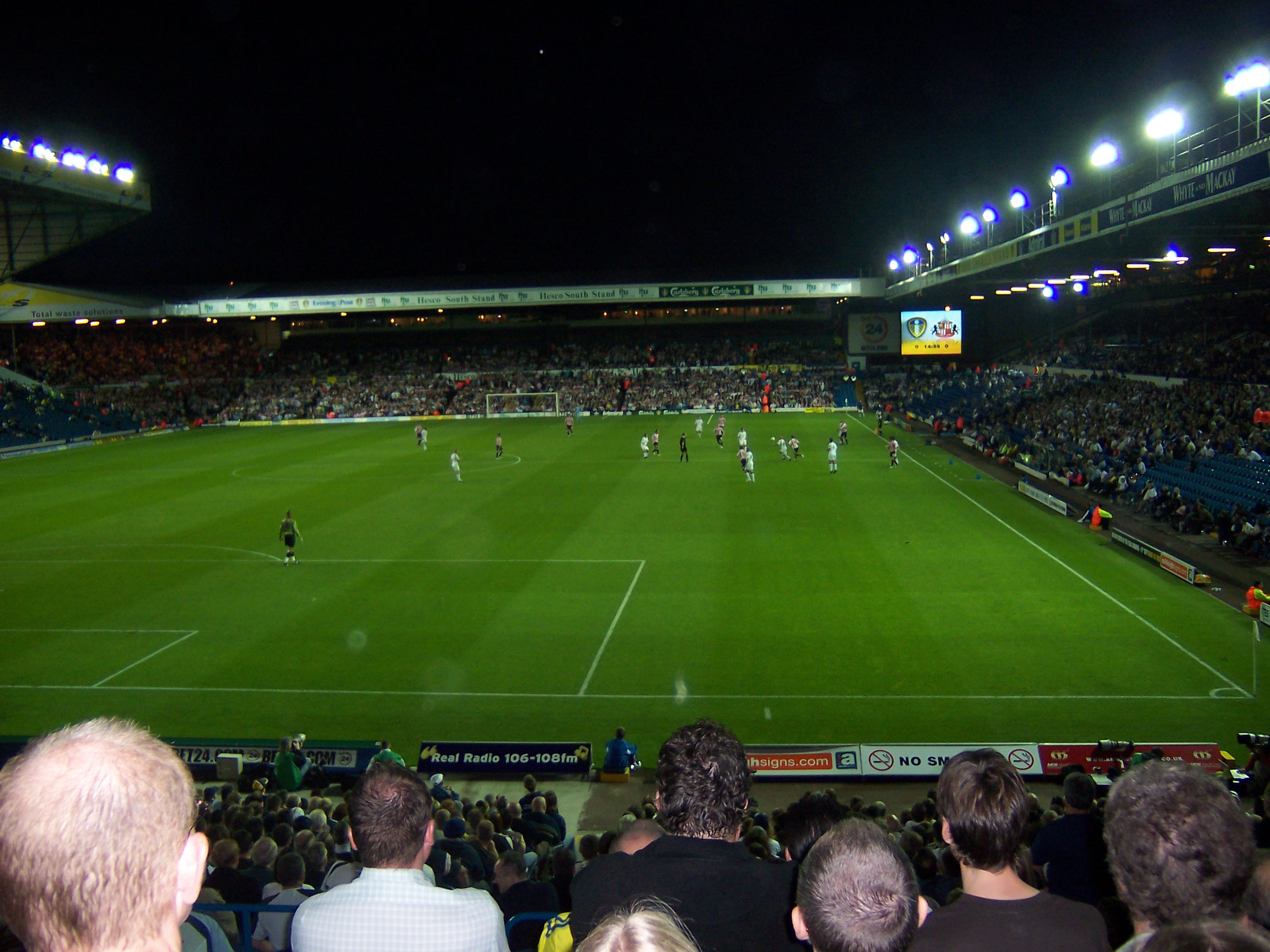
Leeds face à Sunderland à Elland Road en 2006.

Au départ de la saison 2005-2006, le club fait partie des favoris à la montée en Première Division. Longtemps positionnée près des premières places, mettant notamment la pression sur Sheffield United (2e) une grande partie de la saison, les performances de l'équipe plongent lors des dernières journées du championnat et Leeds finit 5e, donc barragiste. Les Whites passeront l'obstacle Preston en demi-finale avant de s'incliner lourdement en finale sur le score de 3-0 face à Watford FC.
La saison 2006-2007 commence mal, l'équipe dirigé par Blackwell ne parvient pas à élever son niveau et en septembre 2006, celui-ci quitte le club. John Carver occupe un temps le poste d'entraîneur comme intérimaire, mais c'est un désastre et au bout d'un mois Dennis Wise le remplace. En janvier, l'un des joueurs les plus importants de Leeds, Matthew Kilgallon, rejoint lui aussi Sheffield United après l'attaquant Rob Hulse l'été précédent. Wise ne parvient pas à remonter l'équipe au classement, malgré l'arrivée de plusieurs joueurs expérimentés. De plus, le club est toujours criblé de dettes et va écoper de dix points de pénalité au classement, un véritable coup de massue qui scelle définitivement l'avenir de l'équipe et l'envoie à l'échelon inférieur.
Leeds United n'avait jamais connu la 3e division, c'est donc une première dans l'histoire du club. De ce fait, beaucoup de joueurs s'en vont, tel que David Healy ou Robbie Blake. Et la dernière légende du club, Gary Kelly, arrivé sous l'ère Wilkinson, décide de prendre sa retraite. La saison suivante, Dennis Wise devra faire avec une équipe composée presque exclusivement de nouveaux joueurs.

### 2007-2010: League One: une remontée difficile
Pour sa première en League One, Leeds écope de 15 points de pénalité pour les mêmes raisons que la saison précédente, c'est-à-dire à cause d'une dette qui n'est pas encore épongée. Pourtant toujours en course pour la montée, Dennis Wise quitte le club en janvier à la surprise générale pour devenir le manager général de Newcastle United. Il est remplacé par un ancien du club, Gary McAllister. Leeds finit cinquième et doit disputer les play-off, pouvant au passage regretter les 15 points retirés qui lui aurait permis d'être promu automatiquement avec une deuxième place à la clé, à un point du champion, Swansea City. Finalement, après avoir éliminé en demi-finale du barrage Carlisle United FC, les Whites échouent en finale contre Doncaster Rovers.

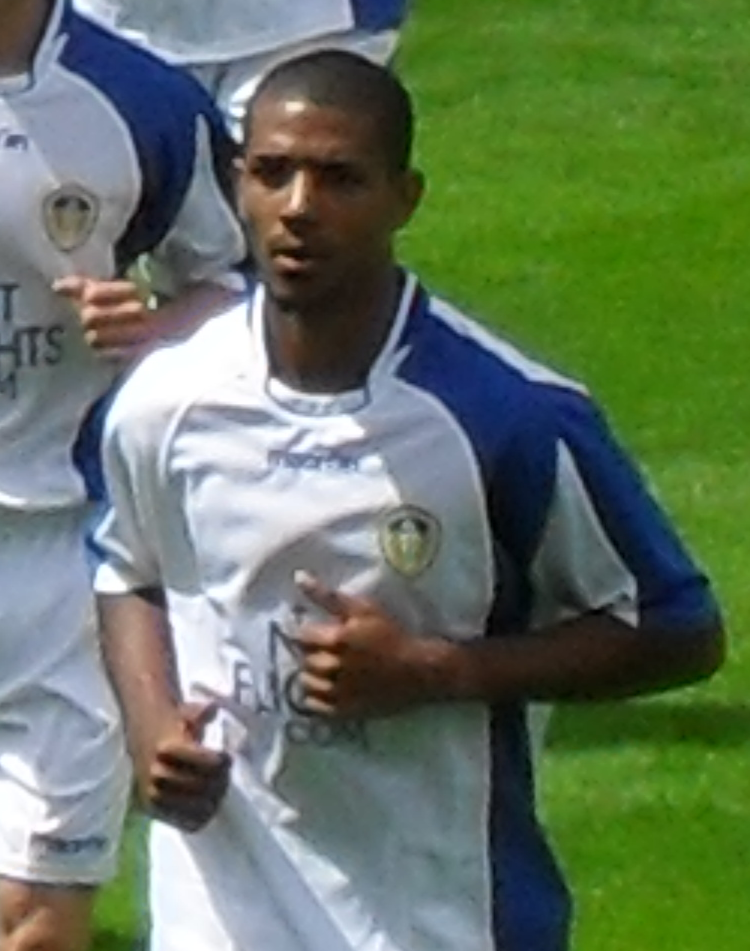
Jermaine Beckford en 2009.

La saison suivante est marquée par plusieurs records et par un changement d'entraîneur à la mi-saison. Auteur d'un début de saison remarquable sous les ordres de Gary McAllister, les Whites atteignent même les 1/8 de finale de la Carling cup où ils sont éliminés par Derby County (1-2). Ils n'avaient pas atteint ce stade de la compétition depuis sept ans. Mais à la mi-saison, Leeds enchaîne cinq défaites qui provoquent le limogeage de Gary McAllister. Simon Grayson le remplace deux jours plus tard. Dès son arrivée, il enchaîne les bons résultats, remonte l'équipe au classement et obtient finalement la qualification pour les play-off. Sous ses ordres les whites remportent 11 matchs de suite à domicile, égalant ainsi Don Revie qui avait réalisé cette performance durant la saison 1968-1969. Les peacoks version 2008-2009 marquent également plus de 100 buts toutes compétitions confondues, ce qui n'est arrivé que cinq fois auparavant et la dernière fois en 1972-1973. L'attaquant Jermaine Beckford rentre d'ailleurs dans le cercle très fermé des joueurs de Leeds ayant inscrits plus de 30 buts en une saison. Seul John Charles a fait mieux. Mais un énorme coup dur survient à la fin de cette saison : c'est un nouvel échec aux play-off, cette fois-ci en demi-finale.
La saison 2009-2010 commence dès lors sans le très prometteur Fabian Delph, parti à Aston Villa contre 9 millions d'euros, mais elle commence très fort avec huit victoires consécutives toutes compétition confondues (record du meilleur départ de la saison depuis Don Revie en 1973). L'équipe dépasse aussi un autre record de Don Revie datant de 1969, alignant 14 victoires à domicile en championnat. En FA Cup, les Whites réalisent le formidable exploit de battre leurs rivaux de Manchester United à Old Trafford sur le score de 1-0 grâce à un but de Jermaine Beckford. Cela faisait six ans que les deux clubs ne s'étaient pas rencontrés et 29 ans que Leeds n'avait plus gagné dans l'antre des reds devils. Et c'est lors de la dernière journée et sur une victoire que Leeds finit par arracher la deuxième place et la promotion automatique tant attendue en 2e division.

### 2010-2013: Championship: trois premières années mouvementées
En cette saison 2010-2011, l'objectif affiché des Whites est de se maintenir dans cette 2e division. Après un départ en dents de scie et quelques défaites mémorables : 5-2 contre Barnsley FC, 6-4 contre Preston North End alors qu'ils menaient 4-1, ou le 4-0 encaissé contre Cardiff City, les Whites se réveillent. Le dispositif tactique change avec le passage du traditionnel 4-4-2 à un 4-2-3-1, mettant en avant les quatre joueurs offensifs que sont Jonny Howson, repositionné en meneur de jeu, derrière l’attaquant de pointe Luciano Becchio, entouré de Max-Alain Gradel et Robert Snodgrass sur les ailes. Leeds impressionne, enchaîne dix matchs sans défaites, et le 18 décembre 2010, prend la 2e place du classement général en battant les leaders Queens Park Rangers. On se met alors à penser à une possible montée en Premier League. Mais les dernières journées sont difficiles, Luciano Becchio blessé, concordé à des problèmes défensifs récurrents, les whites vont doucement glisser jusqu’à une honorable 7e place, hors des Play-Off. Par ailleurs pour la première fois depuis la saison 1990-1991, quatre joueurs de l'effectif terminent la saison avec plus de 10 buts à leur compteur, ce sont Luciano Becchio (20 buts), Max Gradel (18 buts), Davide Somma (12 buts) et Jonathan Howson (11 buts).
Le capitaine Richard Naylor parti, Simon Grayson déclarant même que de se séparer de ce joueur qui fut sa première recrue a été « une des choses les plus difficiles qu'il ait jamais eu à faire », c’est Jonny Howson, formé au club lui aussi, qui hérite du brassard.

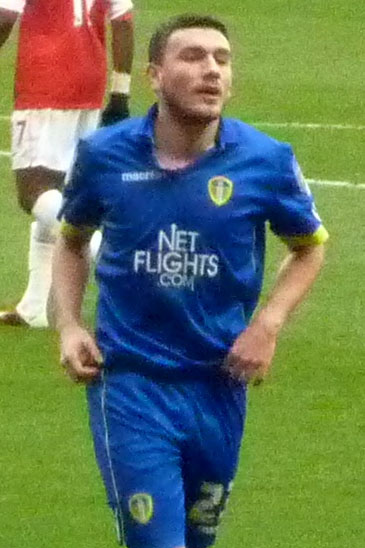
Robert Snodgrass en 2011.

La saison qui suit celle de la remontée est comme souvent la plus compliquée et du côté de Leeds, les complications commencent dès l’été. En effet, le président Ken Bates s’attire de plus en plus les critiques des supporters et cela se ressentira d'ailleurs au niveau de l'affluence au stade puisqu'à la mi-saison environ 3 500 supporters de moins se rendaient au stade. Les raisons de cette colère ? La politique mené par Bates. Alors que du côté de la direction on dit viser la promotion, les départs des joueurs majeurs s’accumulent, ainsi Bradley Johnson, Neil Kilkenny, Kasper Schmeichel ou Max Gradel s’en vont, laissant un vide non comblé par des recrues décevantes. Dans une ambiance de plus en plus étouffante, il y a tout de même quelques satisfactions à retenir, comme les jeunes joueurs Adam Clayton, Aidan White, Tom Lees qui s'imposent et l’attaquant Ross McCormack qui retrouve son niveau (meilleur buteur du championnat à la mi-saison). Notons aussi la belle performance face à Nottingham Forest (victoire 4-0) fin novembre qui rend un bel hommage à Gary Speed, ancienne gloire du club qui s'était suicidé quelques jours plus tôt.
Au mois de janvier la colère des supporters atteint son paroxysme. Le mercredi 18, le club annonce avoir accepté une offre de Norwich City pour son capitaine Jonathan Howson. Si ce dernier arrivait en fin de contrat, cet énième départ d'un joueur majeur (après Fabian Delph, Jermaine Beckford, Bradley Johnson entre autres) suscite vivement des doutes sur les réelles intentions du président Ken Bates. De plus, les supporters se demandent où est passé tout l'argent rapporté par les ventes, les recrues étant souvent des joueurs prêtés ou en fin de contrat.
Le 31 janvier, Simon Grayson et son staff sont renvoyés après une lourde défaite contre Birmingham City. Neil Warnock arrive en remplacement le 19 février. Leeds termine ensuite la saison à une bien terne quatorzième place.
L'équipe étant visiblement trop faible, Neil Warnock annonce qu'il fera une « intervention chirurgicale majeure » dans l'effectif durant l'été et pousse vers la sortie de nombreux joueurs dont Adam Clayton, pourtant une des révélations de la saison. En revanche, de nouveaux contrats sont offerts aux joueurs majeurs que sont Robert Snodgrass, Aidan White, Tom Lees et Ross McCormack.

### 2013- 2020: Championship et changements de propriétaires

#### 2013-2014: GFH Capital
Cet été réserve une bonne et une mauvaise nouvelle aux supporters. La mauvaise c'est que le capitaine Robert Snodgrass refuse la prolongation de contrat et est donc transféré à Norwich City, la bonne c'est que de nouveaux investisseurs du Bahreïn tentent de racheter le club. Mais en dépit de leurs efforts, ces derniers ne parviennent pas à finaliser le rachat du club avant la fin du mercato et Neil Warnock, en manque de fonds, doit reconstruire une équipe autour de joueurs expérimentés pour la plupart arrivés sans indemnités de transfert, dont le controversé El Hadji Diouf qui s’était battu avec Ross McCormack après un match la saison dernière et que Neil Warnock lui-même avait traité de « rat » par le passé.
La saison démarre néanmoins plutôt bien, les Whites restant proche des Play-Off et réalisant une belle performance en Capital One Cup, éliminant Everton FC puis Southampton FC. Mais l'euphorie de la coupe laisse place à la lassitude et les critiques se font de nouveau entendre envers cette équipe au niveau de jeu se dégradant et de plus en plus intensément contre le président Ken Bates. S'ensuit un mois de novembre catastrophique, avec au passage un 6-1 encaissé contre Watford FC à domicile. Warnock ne trouve plus la solution et doit composer avec les suspensions, les méformes et les blessures.
Néanmoins, Le 21 novembre 2012, libération, la banque d'investissement GFH Capital basée à Dubaï annonce le rachat total du club, soit 100 % des parts. Une première période de transition d'un mois a lieu, afin que les investisseurs prennent le contrôle total du club, puis une deuxième qui dure jusqu'à la fin de la saison avec Ken Bates toujours Président du club jusqu'à cette date. Le 28 mars, les nouveaux propriétaires annoncent avoir vendu 10 % de leurs parts à une Banque d'investissement international basée au Bahreïn (IBB), c'est le premier mouvement dans leur quête de nouveaux investisseurs. Au niveau sportif, rien ne s’arrange, malgré une victoire face à Tottenham Hotspur en FA Cup, et le 1er avril Neil Warnock est remercié après une série de six matchs sans victoires. Le 12 avril, les nouveaux propriétaires du club annonce finalement l'arrivée de Brian McDermott en tant qu'entraîneur. Les Whites finiront 13e, à 7 points des barrages et à 7 points des relégués.

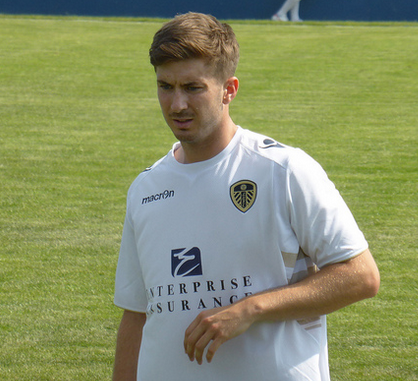
Luke Murphy en 2013.

C’est au début de la saison suivante que les nouveaux propriétaires commencent alors à apporter du changement au club. Leur premier objectif est d'abord d'améliorer la relation du club avec ses supporters, celle-ci s'étant largement détériorée sous la présidence de Bates. Le second, la promotion en Premier League sous deux à trois ans. Économiquement, on baisse considérablement les prix des tickets et des abonnements pour voir les whites au stade d'Elland Road, que les propriétaires tentent d'ailleurs de racheter dès leur arrivée. Sportivement, on retrouve une certaine ambition autant au niveau du jeu, où McDermott doit amener un jeu plus flamboyant que la saison dernière, qu'au niveau des objectifs, où la montée est visée sous deux ans. Plus d'ambition au mercato également, puisque le club dépense près d'un million de livres pour Luke Murphy, somme qui n'avait plus été dépensé pour un joueur depuis 2005. Puis en témoignent les banderoles au stade affichant le nouveau slogan "The past is the past, let's be united", les propriétaires continuent d’engager une coupure quasi totale avec la présidence de Ken Bates. Ce dernier, qui devait d'abord rester dans l'organigramme du club à un poste sans pouvoirs de décision, est contraint de quitter le club devant le refus des nouveaux dirigeants à payer ses aller-retours en jet privé de Monaco à Leeds. Un comité d'ambassadeurs est créé, composé d'anciennes légendes du club. Shaun Harvey est démis de ses fonctions de directeur exécutif, David Haigh le remplace en tant que directeur général. Gwyn Williams, responsable du recrutement décrié par le précédent entraîneur Neil Warnock, s'en va aussi, remplacé plus tard par Luke Dowling. Et enfin c'est l'homme d'affaires bahreïni Salah Nooruddin qui devient Président du club.

#### 2014-2017: la famille Cellino
À la fin de l'année 2013 et au début de celle de 2014, de nombreux changements interviennent. Ainsi, GFH Capital, propriétaire du club, dispose de trois offres de rachat à hauteur de 75 % des parts du club. La première, venant d'un groupe d'investisseurs mené par l'homme d'affaires Mike Farnan et incluant l'ancien capitaine Lucas Radebe, est refusée. La deuxième est proposée par le consortium Sport Capital, mené par David Haigh, directeur général du club, et Andrew Flowers, patron d'un des sponsors principaux du club, Enterprise Insurance. Celle-ci est acceptée dans un premier temps, mais l'incapacité de certains investisseurs à fournir les fonds nécessaires va obliger le consortium à réviser son offre à la baisse, ce qui va finalement mener à l'échec des négociations. La troisième offre est faite par le consortium Eleonora Sport Ltd mené par la famille italienne Cellino. Celle-ci est acceptée, mais met le club dans la tourmente. En effet, le passé de Massimo Cellino joue complètement en sa défaveur aux yeux des supporters, car condamné deux fois pour fraude par la justice italienne et connu pour être un Président de club sulfureux, ayant licencié 34 entraîneurs différents en 20 ans de présidence à la tête du club italien de Cagliari sans avoir eu de grands résultats. D'ailleurs sa première décision est d'informer Brian McDermott de son licenciement du poste de manager, décision prise avant même qu'il ne soit installé à la tête du club et qui va provoquer l'indignation la plus totale. Les supporters bloquent d'abord Massimo Cellino à la sortie d'Elland Road jusqu'à l'intervention des forces de police, le capitaine Ross McCormack déclare publiquement son dégoût provoqué par cette décision, puis l'on apprend que deux des sponsors principaux du club, Enterprise Insurance et Flamingo Land, se retirent, eux aussi indignés par le licenciement de McDermott. Dans une grande confusion, le lendemain, Brian McDermott assiste depuis les tribunes à une éclatante victoire de son équipe, dirigée par son assistant Nigel Gibbs, face au rival Huddersfield Town (5-1) avant que le club ne publie un communiqué pour informer qu'il est toujours le manager, précisant que ceux qui l'avaient informé de son licenciement n'avaient aucune autorité pour le faire. Par ailleurs, le rachat du club va être soumis à l'examen de la Football League. Mis en cause pour son passé judiciaire, Massimo Cellino ne réussit pas les tests lui permettant de rentrer dans la direction et par conséquent le rachat est bloqué. Pour y remédier, il va faire appel auprès d'un juge indépendant. Ce dernier lui donne raison et la prise de contrôle à hauteur de 75 % des parts du club est conclue le 8 avril. Sportivement, le club finit à une piètre 15e place, terminant une saison très irrégulière au niveau des performances.
C'est alors que les grandes manœuvres commencent. Cellino rend compte de la situation financière déplorable du club, qui perd près d'un million de livres chaque mois, et prend la décision de réduire drastiquement la masse salariale du staff, ce qui veut dire licencier près de 70 employés du club, dont les ambassadeurs Eddie Gray, Dominic Matteo et Peter Lorimer, considérés comme des légendes à Leeds.
Après que Brian McDermott soit finalement parti, c'est David Hockaday, qui n'avait jamais entraîné dans le football professionnel, sauf en tant qu'adjoint à Watford plusieurs années auparavant, qui le remplace pour la saison 2014-15. L'été est mouvementé, seize nouveaux joueurs arrivent et dix-neuf partent, dont, une nouvelle fois, le capitaine du club. Ross McCormack, à la suite d'une mésentente avec le président, est en effet transféré contre près de 14 millions d'euros à Fulham FC, tout juste relégué en Championship. 70 jours après son arrivée, Hockaday est licencié pour cause de mauvais résultats. Neil Redfearn prend l'intérim et, malgré 10 points sur 12 de pris, laisse sa place le 23 septembre à Darko Milanic. L'entraîneur slovène est limogé 32 jours plus tard, ce qui amène Neil Redfearn à reprendre de nouveau le poste. Finalement le club se maintiendra tant bien que mal, finissant à la 15e place du championnat, et ce malgré les différentes sanctions qui touchent le club, puisque le Fair Play Financier mis en place par la Football League (qui gère la Championship notamment) interdit le club de tout recrutement à l'hiver 2015, embargo qui est levé le 12 mai,. Le président Massimo Cellino, rattrapé par la justice, fut lui suspendu de toutes fonctions au sein du club du 1er décembre 2014 au 7 mai 2015. Il est suspendu encore une fois du 1er février 2017 au 1er septembre 2018. Le 2 juin 2016, Garry Monk devient le nouvel entraîneur.
Le 4 janvier 2017, l'homme d'affaires italien Andrea Radrizzani a acheté 50% des parts du club à Massimo Cellino.
À la fin de la saison 2016-2017, Leeds rate de peu les barrages. Leeds avait été barragiste pendant la majeure partie de la saison, avant d'échouer à la septième place.

### 2017 -2023: l'ère Radrizzani et retour en Premier League
Le 23 mai 2017, Andrea Radrizzani annonce le rachat de Leeds United à 100 %, en achetant les 50 % restants du précédent copropriétaire, Massimo Cellino, dans le cadre de laquelle Radrizzani deviendrait le propriétaire à part entière du club. Garry Monk démissionne de ses fonctions d'entraîneur deux jours après la prise de contrôle, après une seule saison au club. En juin 2017, l'ancien international espagnol Thomas Christiansen est annoncé comme le nouvel entraîneur de Leeds, en provenance de l'APOEL. Également en juin, Radrizzani finalise l'achat d'Elland Road, rendant le stade en pleine propriété au club, alors qu'il ne le possédait plus depuis 2004.

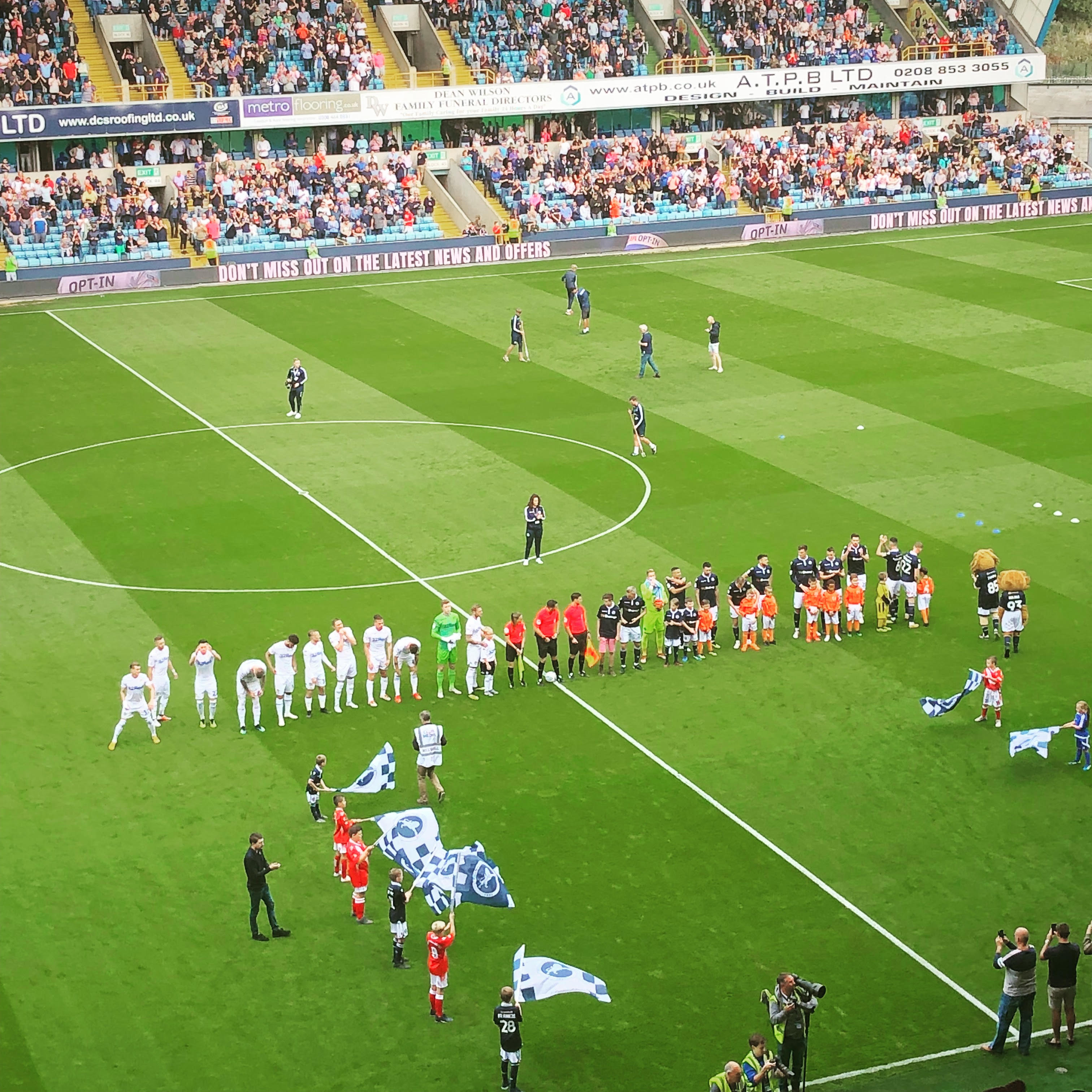
Les joueurs de Leeds en déplacement à Milwall FC en 2018.

En janvier 2018, Leeds annonce un partenariat officiel avec l'Aspire Academy au Qatar. Le 4 février 2018, Thomas Christiansen est limogé après une mauvaise série de matches (pas une seule victoire depuis le Boxing Day), laissant l'équipe à la 10e place du championnat. Le 6 février, Paul Heckingbottom est confirmé comme remplaçant de Christiansen, quatre jours seulement après la signature d’un nouveau contrat avec Barnsley.
Le 24 mai 2018, Leeds annonce que 49ers Enterprises a acheté des actions du club pour devenir un investisseur minoritaire. The 49ers Enterprises est la branche commerciale des 49ers de San Francisco, en NFL, appartenant à Denise DeBartolo York, Jed York et John York.
Heckingbottom est renvoyé par Leeds le 1er juin 2018 après avoir été au club pendant seulement quatre mois. L'Argentin Marcelo Bielsa est nommé nouveau manager du club le 15 juin. Il signe un contrat de deux ans avec une troisième année en option. Ce faisant, il devient le manager le mieux payé de l'histoire de Leeds United.
Le début du règne de Marcelo Bielsa voit Leeds prendre un départ impressionnant et après neuf matchs, Leeds se retrouve en tête du championnat. Après plusieurs blessures et une défaite 2-1 contre les Blackburn Rovers le 20 octobre, Leeds retombe dans les places de barragistes, pour revenir au sommet quatre jours plus tard après une victoire 2-0 contre Ipswich Town. Une défaite 4-1 à West Bromwich Albion le 10 novembre renvoie Leeds à la troisième place. Cependant, l'équipe passe Noël en tête après avoir remporté six autres matchs consécutifs.

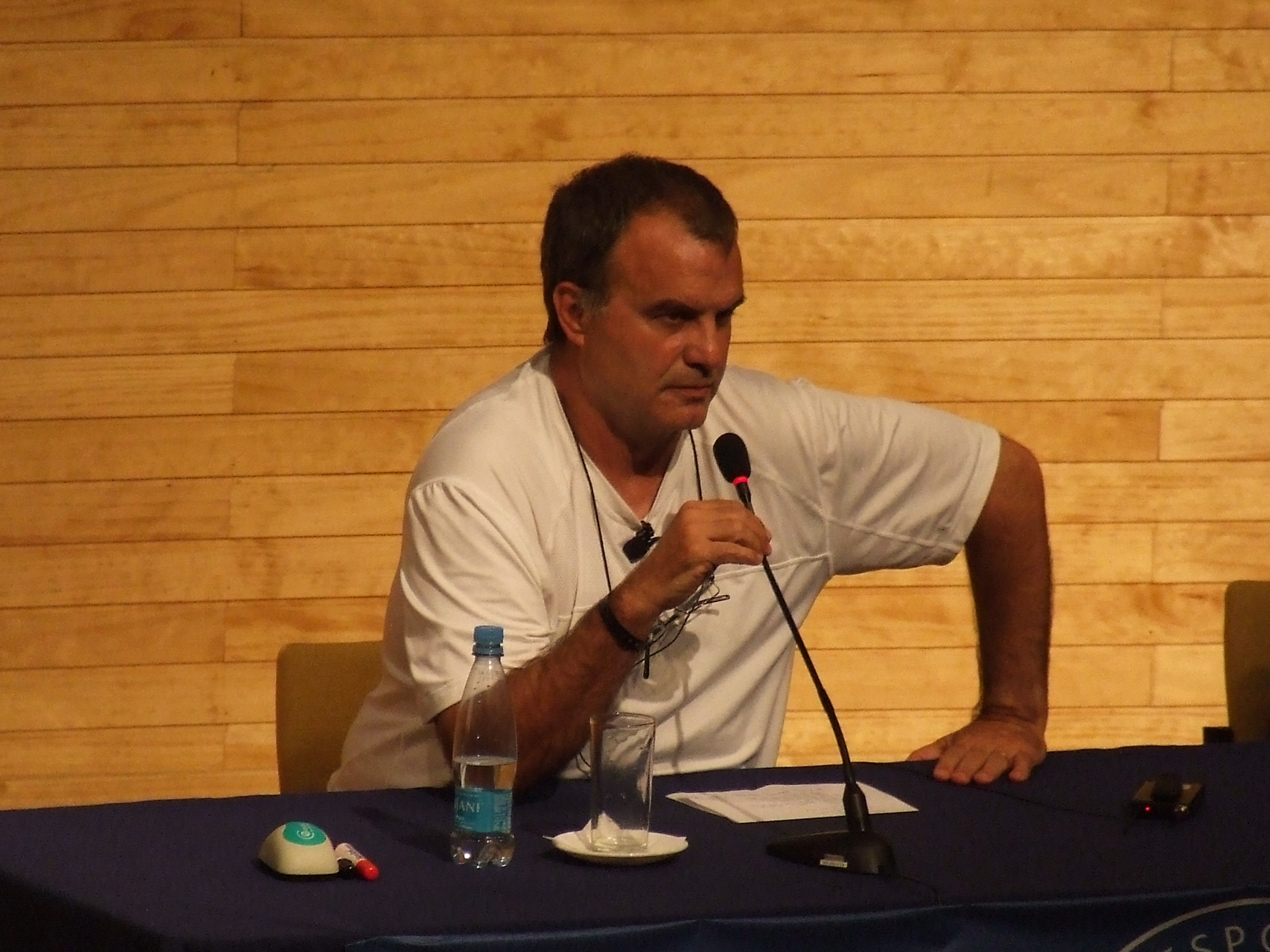
Marcelo Bielsa, manager de 2019 à 2022 fait remonter le club en Premier League en 2020.

La phase retour se déroule moins bien, l'équipe s'essouffle petit à petit et les résultats sont moins probants. Leeds termine finalement à la troisième place, ce qui l'oblige à passer par les barrages de promotion. La demi-finale se joue contre Derby County, qui a terminé la saison en sixième position. Lors du match aller à Derby, Leeds prend une option sur la qualification en finale en s'y imposant 1 à 0, mais l'équipe s'écroule lors du match retour, avec une défaite 2-4. Leeds se fait ainsi éliminer par l'équipe dirigée par Frank Lampard, qui avait pourtant été battue deux fois par les Peacocks lors de la saison. Le bond de dix places au classement en une saison n'aura pas suffit : Leeds ne monte pas en Premier League.
Le 28 mai, le club officialise la prolongation de contrat de Marcelo Bielsa.

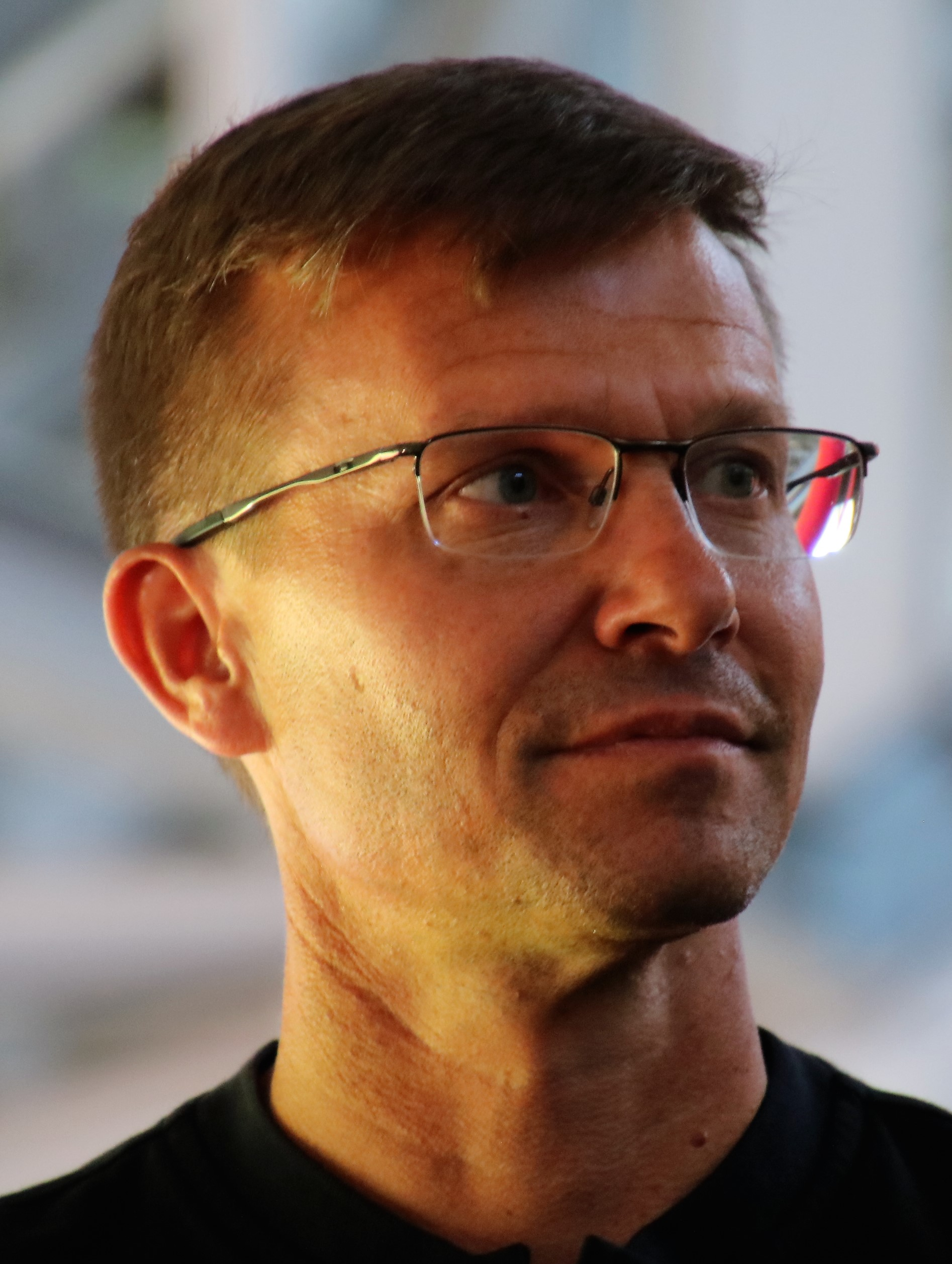
Jesse Marsch, l'entraineur actuel.

La première moitié de la saison 2019-2020 se déroule à merveille : à exactement mi-chemin de la compétition, et malgré un gaspillage de points lors des deux dernières rencontres (notamment un 3-3 contre Cardiff, après avoir mené 3-0), le club se trouve à la deuxième place – synonyme de promotion directe – avec huit points d'avance sur le premier poursuivant. Leeds finit la saison avec panache et remporte le Championship, en terminant dix points devant le second promu, West Brom. Pour la première fois depuis 2004, donc, le club retrouve la Premier League.
Pour son premier match de la saison en Premier League, Leeds affronte le tenant du titre, Liverpool, à Anfield. Les Peacocks réalisent un match plein et font bonne impression pour leur retour dans l'élite, mais s'inclinent finalement 4-3. Toutefois, les résultats de l'équipe sont très encourageants pour un promu. Le football prôné par Bielsa ainsi que les performances de très haut niveau de plusieurs joueurs tels que Kalvin Phillips, Patrick Bamford, Raphinha ou encore Jack Harrison attirent l'attention des observateurs qui n'hésitent pas à louer le spectacle proposé. Grâce à plusieurs performances remarquables tels que deux matchs nuls contre Manchester City et Chelsea, ou encore une victoire probante contre Tottenham Hotspur, Leeds termine sa première saison depuis son retour dans l'élite à une très honorable neuvième place.
La saison suivante est toutefois plus compliquée pour le club, frappé par les blessures de plusieurs cadres comme Bamford ou Phillips. L'équipe est à la lutte pour le maintien et après un mois de février catastrophique, Marcelo Bielsa quitte le 27 février. Son départ suscite une vive émotion auprès des supporters et des joueurs, reconnaissants du travail accompli par le technicien argentin depuis son arrivée à Elland Road en 2018. Dès le lendemain, la direction annonce la signature de l'américain Jesse Marsch au poste d'entraineur pour remplacer l'argentin.

## Structures du club

### Le stade

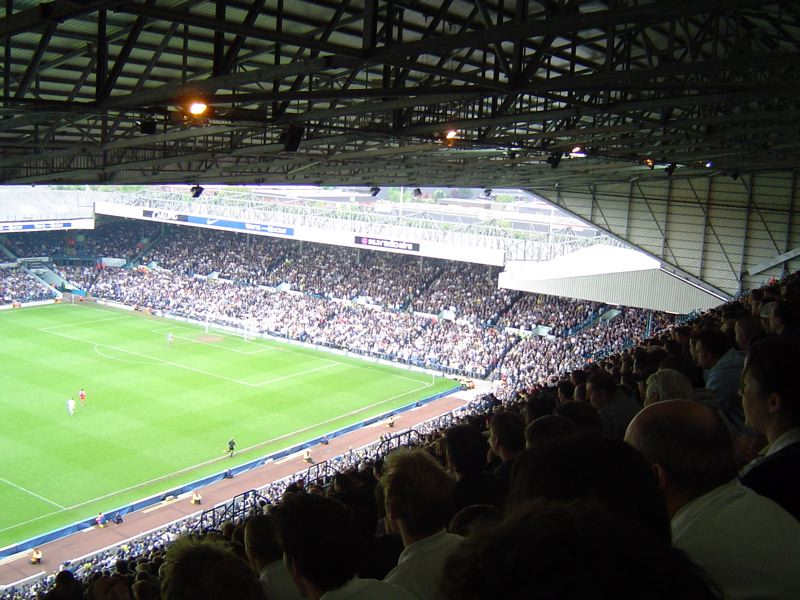
Vue du stade d'Elland Road.

Le stade du club se nomme Elland Road ; il peut contenir 39 460 personnes et a été construit en 1897. La surface du terrain est enherbée. Il fut d'abord utilisé par Leeds City FC, avant de céder la place à Leeds United. Il fut rénové 5 fois (1920, 1953, 1971, 1994 et 2006) et agrandi 9 fois (1905, 1920, 1957, 1968, 1970, 1974, 1989, 1991 et 1994).

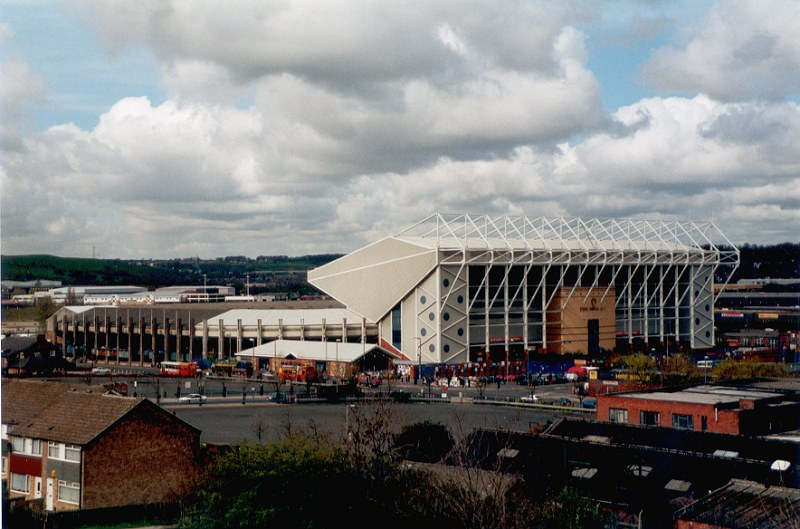
Elland Road vu de l'extérieur.

Le record d'affluence est de 57 892 personnes le 15 mars 1967 face à Sunderland AFC et la moyenne en 2007-2008 lors de la première saison en D3 est de 26 546 personnes (record : 38 000 personnes) contre par exemple 39 784 en 2001-2002 (record : 40 287 personnes). Aujourd'hui, l'affluence moyenne en Championship tourne autour des 25 000 spectateurs.
L'équipe de rugby à XIII, les Leeds Rhinos, emprunte parfois le stade pour ses matchs internationaux (World Club Challenge).

### Le centre d'entraînement et de formation
Thorp arch comme il se nomme est un des meilleurs centres de formation d'Angleterre, ayant formé des joueurs comme Billy Bremner, Peter Lorimer, Jack Charlton, Norman Hunter, Jonathan Woodgate, Alan Smith, Paul Robinson, Harry Kewell ou Ian Harte qui ont fait partie des grands joueurs de Leeds. D'autres comme Aaron Lennon et James Milner y ont aussi été formés. Le club a été félicité au début de la saison 2008-2009 par le président de la FIFA, Sepp Blatter, pour ses efforts à mettre en avant le lancement de jeunes joueurs dans le bain des professionnels.
L'équipe réserve (U21) de Leeds joue dans la Professional Development League - division 2 partie Nord, elle est actuellement entraînée Neil Redfearn.
L'équipe des U18 évolue sous les ordres de Richard Naylor. Les jeunes de Leeds ont déjà remporté la FA Youth Cup à deux reprises, en 1993 face à Manchester United (sur le score de 4 à 1) et en 1997 contre le Crystal Palace (3-0).
Thorp arch est aussi le centre d'entraînement des joueurs et dispose d'installations couvertes qui leur permettent de s'entraîner même par mauvais temps.

## Les supporters
Leeds United a la particularité d'être le seul club professionnel de la ville, chose assez rare en Angleterre qui permet donc au club d'avoir le soutien de toute une ville, qui plus est l'une des plus grandes du pays.
Par ailleurs, la plupart des anciens managers et joueurs louent ce fantastique soutien dont bénéficie le club, les supporters étant réputés pour être toujours derrière l'équipe comme l'a décrit David O'Leary, entraîneur du club de 1998 à 2002 : « Il y a un énorme soutien des supporters ici et ils sont toujours derrière le club. »
L'hymne du club, entonné par les supporters à chaque match, est Marching On Together, qui a été enregistré en 1972. Une autre chanson notable est We Are The Champions, Champions Of Europe, en référence à la finale de Ligue des champions perdue en 1975 sur des décisions arbitrales très controversées.
En 2006 une étude montre que l'affluence au stade d'Elland Road pour des matchs de Leeds United est la 10e plus élevée d'Angleterre de tous les temps. D'autre part Leeds United est, selon une étude de 2008, le club le plus détesté par les supporters anglais adverses. Une réputation due aux années Revie où le club dominait le football anglais et à la réputation sulfureuse des hooligans de Leeds.

## Les rivaux
Selon une étude de 2004, le club de Leeds est le 3e club avec le plus de rivalités.

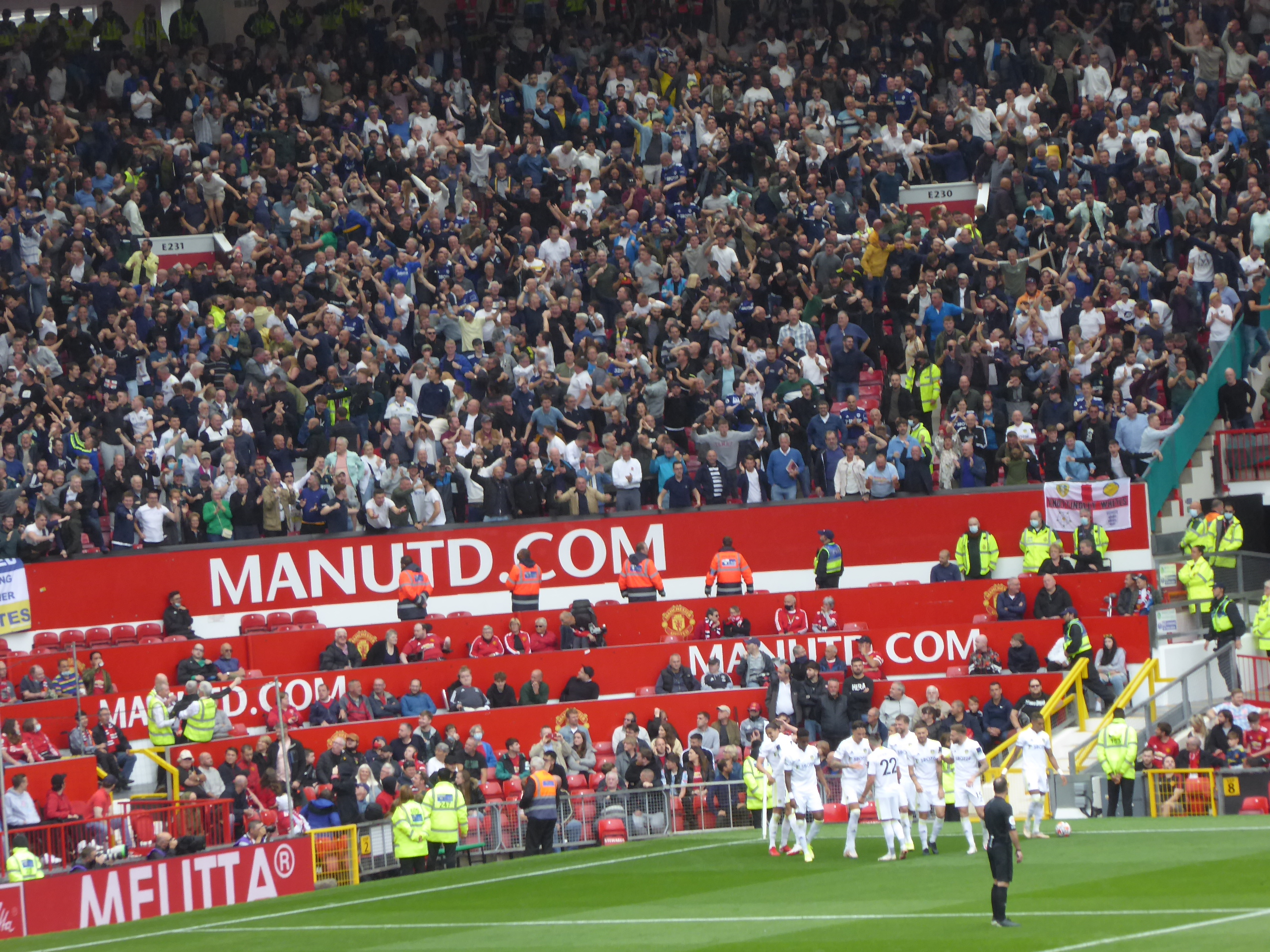
Les joueurs de Leeds avec leurs supporters lors d'un déplacement à Old Trafford en 2021.

- Manchester United : le plus grand club rival de Leeds, dont l'origine est la rivalité entre les deux régions de chaque ville, le Lancashire (Manchester) et le Yorkshire (Leeds). Ces derbys ont souvent tourné en faveur des Red Devils. Depuis quelques années, la rivalité entre les deux s'est amoindrie, même si elle a été ravivée quelque peu par la victoire des whites sur leurs rivaux en 2010, en FA Cup.
- Huddersfield Town, York City, Bradford City, Sheffield United, Barnsley FC et Sheffield Wednesday sont également des clubs rivaux de par leur situation géographique.
- Chelsea FC : à cause des duels au sommet opposant les deux équipes dans les années 1970.
- Milwall FC : du fait de la rivalité entre les deux clubs lors de leur remontée aux plus hauts niveaux, notamment dans les duels en play-off.
- Galatasaray : lors d'une rencontre en Coupe UEFA en 2000 en Turquie, l'accueil très hostile réservé aux Anglais de la part des supporters de Galatasaray a tourné au drame : deux supporters de Leeds ont été assassinés.

## Palmarès et statistiques

### Palmarès
| Compétitions nationales | Compétitions internationales |

Tableau récapitulatif du parcours de Leeds en Championnat d'Angleterre. Le Tiers1 correspond à la première division.

| - Championnat d'Angleterre (3) : - Champion : 1969, 1974, 1992 - Vice-champion : 1965, 1966, 1970, 1971, 1972 - Championnat d'Angleterre de deuxième division (5) : - Champion : 1924, 1964, 1990, 2020, 2025 - Vice-champion : 1928, 1932, 1956 - Championnat d'Angleterre de troisième division : - Vice-champion : 2010 - Coupe d'Angleterre (FA Cup) (1) : - Vainqueur : 1972 - Finaliste : 1965, 1970, 1973 - Coupe de la Ligue (Carling Cup) (1) : - Vainqueur : 1968 - Finaliste : 1996 - Community Shield (2) : - Vainqueur : 1969, 1992 - Finaliste : 1974 | - Coupe d'Europe des clubs champions : - Finaliste : 1975 - Coupe d'Europe des vainqueurs de coupe : - Finaliste : 1973 - Coupe des villes de foires (2) : - Vainqueur : 1968, 1971 - Finaliste : 1967 |

### Statistiques
- Plus grosse victoire :

Coupe d'Europe des Clubs Champions :  Leeds United 10-0  Lyn Oslo (septembre 1969).
- Plus grosses défaites :

Coupe de la Ligue d'Angleterre :  Leeds United 0-7  Arsenal FC (septembre 1979) et  Leeds United 0-7  West Ham United (novembre 1966).

### Bilan général
Le récapitulatif des matchs disputés par Leeds United dans les différentes compétitions, à l'issue de la saison 2016-2017, s'établit comme suit. Pour les matchs de coupe, les tirs au but sont comptés comme des matchs nuls.
| Championnat         | Saisons | Titres | J    | G    | N    | P    | Bp   | Bc   | Diff |
| ------------------- | ------- | ------ | ---- | ---- | ---- | ---- | ---- | ---- | ---- |
| Premier League      | 50      | 3      | 2060 | 846  | 523  | 691  | 3079 | 2785 | +294 |
| Championship        | 37      | 3      | 1638 | 651  | 430  | 523  | 2306 | 2050 | +256 |
| League One          | 3       | 0      | 138  | 78   | 27   | 33   | 226  | 131  | +95  |
| Total championnat   | 90      | 6      | 3836 | 1575 | 980  | 1247 | 5611 | 4966 | +645 |
| Coupes nationales   | Saisons | Titres | J    | G    | N    | P    | Bp   | Bc   | Diff |
| Coupe d'Angleterre  | 81      | 1      | 234  | 98   | 57   | 79   | 368  | 305  | +63  |
| Coupe de la Ligue   | 58      | 1      | 184  | 89   | 29   | 66   | 311  | 246  | +65  |
| Community Shield    | 3       | 2      | 3    | 2    | 1    | 0    | 7    | 5    | +2   |
| Total coupes        | -       | 4      | 421  | 189  | 87   | 145  | 686  | 556  | +130 |
| Coupes d'Europe     | Saisons | Titres | J    | G    | N    | P    | Bp   | Bc   | Diff |
| Ligue des champions | 4       | 0      | 40   | 22   | 6    | 12   | 77   | 42   | +35  |
| Ligue Europa        | 13      | 2      | 99   | 48   | 27   | 24   | 158  | 88   | +70  |
| Coupe des coupe     | 1       | 0      | 9    | 5    | 3    | 1    | 13   | 3    | +10  |
| Total Europe        | 18      | 2      | 148  | 75   | 36   | 37   | 248  | 133  | +115 |
| Total               | 91      | 12     | 4405 | 1839 | 1103 | 1429 | 6545 | 5655 | +890 |

1. ↑  Inclut les participations en Coupe des villes de foires.

## Personnalités historiques du club

### Joueurs

#### Les capitaines
| - 1920-1926 : Jim Baker - 1926-1933 : Jimmy Potts - 1933-1934 : Wilf Copping - 1934-1937 : Jock McDougall - 1937-1949 : Tom Holley - 1949-1954 : Tommy Burden - 1954-1955 : Eric Kerfoot - 1955-1957 : John Charles - 1957-1959 : Wilbur Cush - 1959-1960 : Wilbur Cush, Don Revie - 1960-1962 : Freddie Goodwin - 1962-1965 : Bobby Collins - 1965-1966 : Bobby Collins, Jack Charlton | - 1966-1976 : Billy Bremner - 1976-1982 : Trevor Cherry - 1982-1983 : Trevor Cherry, David Harvey - 1983-1984 : David Harvey - 1984-1985 : Peter Lorimer - 1985-1986 : Ian Snodin - 1986-1987 : Ian Baird - 1987-1988 : Mark Aizlewood, Jack Ashurst - 1988-1989 : Mark Aizlewood - 1989-1994 : Gordon Strachan - 1994-1996 : Gary McAllister - 1996-2000 : Lucas Radebe - 2000-2001 : Lucas Radebe, Gary Kelly | - 2001-2002 : Rio Ferdinand - 2002-2004 : Dominic Matteo - 2004-2006 : Paul Butler - 2006-2007 : Kevin Nicholls - 2007-2008 : Jonathan Douglas - 2008-2009 : Frazer Richardson, Richard Naylor - 2009-2011 : Richard Naylor - 2011-2012 : Jonathan Howson, Robert Snodgrass - 2012-2013 : Lee Peltier - 2013-2014 : Rodolph Austin, Ross McCormack - 2014-2015 : Jason Pearce, Liam Cooper |

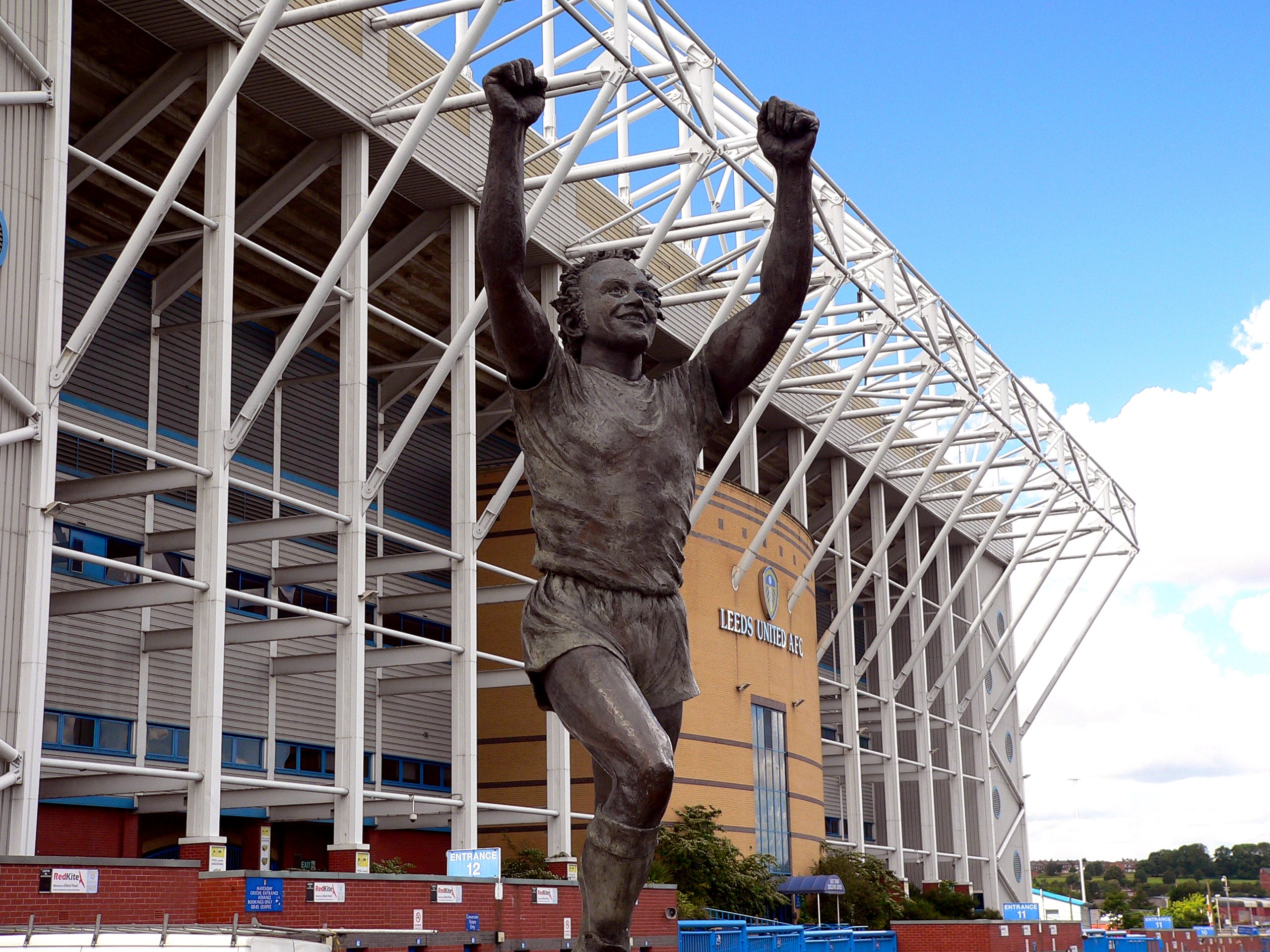
Statue de Billy Bremner, capitaine emblématique, devant Elland Road.
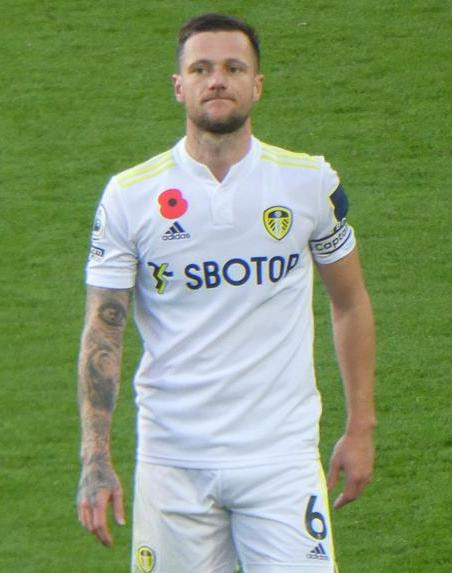
Liam Cooper, le capitaine actuel.

#### Statistiques
| - Joueurs les plus capés 1. Jack Charlton avec 773 matchs 2. Billy Bremner avec 771 matchs 3. Paul Reaney avec 745 matchs 4. Norman Hunter avec 724 matchs 5. Paul Madeley avec 724 matchs 6. Peter Lorimer avec 616 matchs 7. Eddie Gray avec 577 matchs 8. Gary Kelly avec 531 matchs 9. Johnny Giles avec 525 matchs 10. Gary Sprake avec 506 matchs | - Les 10 meilleurs buteurs 1. Peter Lorimer avec 219 buts et 616 matchs 2. John Charles avec 157 buts et 327 matchs 3. Allan Clarke avec 151 buts et 364 matchs 4. Tom Jennings avec 117 buts et 174 matchs 5. Billy Bremner avec 115 buts et 771 matchs 6. Johnny Giles avec 114 buts et 525 matchs 7. Mick Jones avec 111 buts et ? matchs 8. Charlie Keetley avec 110 buts et 169 matchs 9. Jack Charlton avec 95 buts et 773 matchs 10. Russell Wainscoat avec 93 buts et 226 matchs |

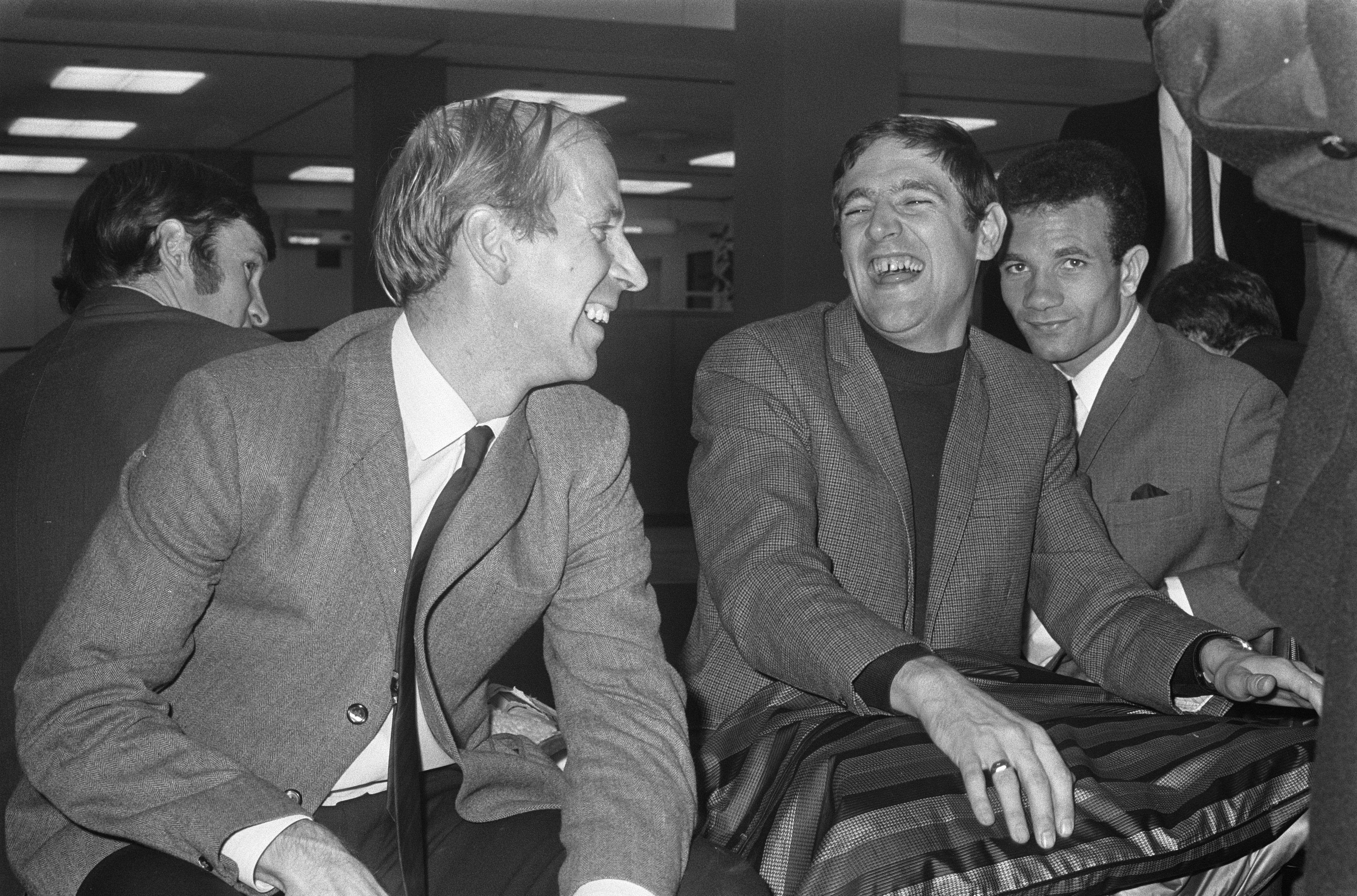
Jack Charlton et Norman Hunter cumulent à eux deux presque 1500 matchs avec Leeds.

- Meilleur joueur de tous les temps[réf. nécessaire]

 Billy Bremner
- Meilleur buteur de Leeds United par championnat
  - Championnat d'Angleterre :
    -  John Charles : 39 buts (1956-1957)

  - Championnat d'Angleterre de deuxième division :
    -  John Charles : 43 buts (1953-1954)

  - Championnat d'Angleterre de troisième division :
    -  Jermaine Beckford : 34 buts (2008-2009)
- Joueur le plus jeune :
  -  Peter Lorimer joue son premier match avec l'équipe à 15 ans et 289 jours le 29 septembre 1962 à Southampton.
- Joueur le plus âgé :
  -  Eddie Burbanks joue son dernier match avec l'équipe à 41 ans et 23 jours le 24 avril 1954 à Hull.

### Présidents
| - 1920-1924 : J Hilton Crowther - 1924-1931 : Sir Albert Braithwaite - 1931-1933 : Eric Clarke - 1933-1937 : Alf Masser - 1937-1948 : Ernest Pullan - 1948-1961 : Sam Bolton - 1961-1967 : Harry Reynolds | - 1967-1968 : Albert Morris - 1968-1972 : Percy Woodward - 1972-1983 : Manny Cussins - 1983-1996 : Leslie Silver - 1996-1997 : Bill Fotherby - 1997-2003 : Peter Ridsdale - 2003-2003 : John McKenzie | - 2003-2004 : Trevor Birch - 2004-2005 : Gerald Krasner - 2005-2013 : Ken Bates - 2013-2014 : Salah Nooruddin - 2014- : Massimo Cellino |

### Entraîneurs
| Rang | Nom               | Période                        |
| ---- | ----------------- | ------------------------------ |
| 1    | Dick Ray          | 17 oct. 1919 - 1er févr. 1920  |
| 2    | Arthur Fairclough | 1er févr. 1920 - 1er mai 1927  |
| 3    | Dick Ray          | 1er juil. 1927 - 1er mars 1935 |
| 4    | Billy Hampson     | 1er juil. 1935 - 1er 1947      |
| 5    | Willis Edwards    | 1er mai 1947 - 30 avr. 1948    |
| 6    | Frank Buckley     | 1er mai 1948 - 30 avr. 1953    |
| 7    | Raich Carter      | 1er mai 1953 -1er juin 1958    |
| 8    | Willis Edwards    | 1er juin 1958 - 1er déc.1958   |
| 9    | Bill Lambton      | 1er déc. 1958 - 30 avr. 1959   |
| 10   | Jack Taylor       | 1er mai 1959 - 1er mars 1961   |
| 11   | Don Revie         | 1er mars 1961 - 4 juil. 1974   |
| 12   | Brian Clough      | 20 juil. 1974 - 13 sept. 1974  |
| 13   | Jimmy Armfield    | 4 oct. 1974 -3 juil. 1978      |
| 14   | Jock Stein        | 21 août 1978 - 4 oct. 1978     |
| 15   | Jimmy Adamson     | 25 oct. 1978 - 1er oct. 1980   |
| 16   | David Merrington  | 1er oct. 1980 - 1er oct. 1980  |
| 17   | Allan Clarke      | 1er oct. 1980 - 30 juin 1982   |
| 18   | Eddie Gray        | 4 juil. 1982 - 11 oct. 1985    |
| 19   | Peter Gunby       | 11 oct. 1985 - 11 oct. 1985    |
| 20   | Billy Bremner     | 11 oct. 1985 - 28 sept. 1988   |
| 21   | Norman Hunter     | 28 sept. 1988 - 10 oct. 1988   |
| 22   | Howard Wilkinson  | 10 oct. 1988 - 10 sept. 1996   |
| 23   | George Graham     | 10 sept. 1996 - 1er oct. 1998  |
| 24   | David O'Leary     | 1er oct. 1998 - 27 juin 2002   |
| 25   | Terry Venables    | 8 juil. 2002 - 21 mars 2003    |
| 26   | Peter Reid        | 21 mars 2003 -10 nov. 2003     |

| Rang | Nom                     | Période                          |
| ---- | ----------------------- | -------------------------------- |
| 27   | Eddie Gray              | 10 nov. 2003 - 31 mai 2004       |
| 28   | Kevin Blackwell         | 1er juin 2004 - 20 sept. 2006    |
| 29   | John Carver             | 21 sept. 2006 - 23 oct. 2006     |
| 30   | David Geddis            | 24 oct. 2006 - 24 oct. 2006      |
| 31   | Dennis Wise             | 24 oct. 2006 - 28 janv. 2008     |
| 32   | Gwyn Williams           | 29 janv. 2008 - 29 janv. 2008    |
| 33   | Gary McAllister         | 30 janv. 2008 - 21 déc. 2008     |
| 34   | Simon Grayson           | 23 déc. 2008 - 1er fév. 2012     |
| 35   | Neil Redfearn (intérim) | 1er févr. 2012 - 19 févr. 2012   |
| 36   | Neil Warnock            | 19 févr. 2012 - 1er avr. 2013    |
| 37   | Neil Redfearn (intérim) | 1er avr. 2013 - 12 avr. 2013     |
| 38   | Brian McDermott         | 12 avr. 2013 - 30 mai 2014       |
| 39   | David Hockaday          | 19 juin 2014 - 28 août 2014      |
| 40   | Neil Redfearn (intérim) | 28 août 2014 - 23 sept. 2014     |
| 41   | Darko Milanic           | 23 sept. 2014 - 25 oct. 2014     |
| 42   | Neil Redfearn           | 25 oct. 2014 - 20 mai 2015       |
| 43   | Uwe Rösler              | 20 mai 2015 - 18 oct. 2015       |
| 44   | Steve Evans             | 19 oct. 2015 - 1er juin 2016     |
| 45   | Garry Monk              | 2 juin 2016 - 25 mai 2017        |
| 46   | Thomas Christiansen     | 15 juin 2017 - 4 février 2018    |
| 47   | Paul Heckingbottom      | 6 février 2018 - 1er juin 2018   |
| 48   | Marcelo Bielsa          | 1er juin 2018 - 27 février 2022  |
| 49   | Jesse Marsch            | 28 février 2022 - 6 février 2023 |
| 50   | Javi Gracia             | 25 février 2023 - 2 mai 2023     |
| 51   | Sam Allardyce           | 2 mai 2023 - 2 juin 2023         |
| 52   | Daniel Farke            | depuis le 4 juillet 2023         |

### Effectif professionnel actuel
En grisé, les sélections de joueurs internationaux chez les jeunes mais n'ayant jamais été appelés aux échelons supérieurs une fois l'âge-limite dépassé ou les joueurs ayant pris leur retraite internationale.

### Entraîneurs et staff médical de l'équipe professionnelle
| Poste                   | Nom              | Pays           |
| ----------------------- | ---------------- | -------------- |
| Entraîneur              | Jesse March      | États-Unis     |
| Entraîneur adjoint      | Cameron Toshack  | Pays de Galles |
| Entraîneur adjoint      | Mark Jackson     | Angleterre     |
| Entraîneur adjoint      | René Maric       | Autriche       |
| Entraîneur des gardiens | Marcos Abad      | Espagne        |
| Préparateur physique    | Pierre Barrieu   | France         |
| Préparateur physique    | Rubén Crespo     | Espagne        |
| Directeur sportif       | Nicola Salerno   | Italie         |
| Chef du recrutement     | Martyn Glover    | Angleterre     |
| Directeur médical       | Rob Price        | Angleterre     |
| Physiothérapeute        | Henry McStay     | Irlande        |
| Physiothérapeute        | William Franklin | Angleterre     |
| Analyste du rendement   | Luke Foulkes     | Angleterre     |
| Médecin du sport        | Rob Etherington  | Angleterre     |
| Masseur                 | Campbell Watt    | Angleterre     |
| Intendant               | Chris Beasley    | Angleterre     |
| Co-intendant            | Richard Murray   | Angleterre     |

### Le centre de formation
| Poste                                                  | Nom                |
| ------------------------------------------------------ | ------------------ |
| Directeur du centre de formation et entraîneur des U21 | Paul Hart          |
| Directeur adjoint                                      | Adam Underwood     |
| Directeur du recrutement                               | Terry Potter       |
| Entraîneur des U18                                     | John Anderson      |
| Entraîneur adjoint des U18                             | Jason Blunt        |
| Responsable des jeunes (U9 à U16)                      | Daral Pugh         |
| Entraîneur des U16                                     | Andy Gray          |
| Entraîneur des U15                                     | Dennis Oates       |
| Entraîneur des U13                                     | Gary Hodgson       |
| Entraîneur des U11                                     | Andy Wood          |
| Entraîneur des U10                                     | Dennis Metcalf     |
| Entraîneur des U9                                      | Scott Gardner      |
| Entraîneur des U8                                      | Paul Bray          |
| Entraîneur des gardiens                                | Neil Sullivan      |
| Entraîneur des gardiens                                | Rudi Coleano       |
| Physiothérapeute principal                             | Henry McStay       |
| Physiothérapeute                                       | Faith Fisher-Atack |
| Médecin du sport principale                            | Stacey Emmonds     |
| Préparateur physique principal                         | Tom Robinson       |
| Préparateur physique                                   | Rob Etherington    |
| Intendant                                              | Shaun Ford         |

### La direction
| Nom                | Fonction                                         |
| ------------------ | ------------------------------------------------ |
| Eleonora Sports    | Propriétaire (75 %)                              |
| GFH Capital        | Propriétaire (25 %)                              |
| Massimo Cellino    | Président                                        |
| Paul Bell          | Directeur exécutif                               |
| Niccolò Barratieri | Directeur                                        |
| Jinesh Patel       | Directeur                                        |
| Salem Patel        | Directeur                                        |
| Daniel Arty        | Directeur                                        |
| Edoardo Cellino    | Directeur                                        |
| Giampaolo Carboni  | Directeur                                        |
| Norbert Pichler    | Directeur de la restauration                     |
| Katie Holmes-Lewis | Responsable de la billetterie                    |
| Mark Broadley      | Responsable informatique                         |
| Lorna Tinkler      | Responsable de l'adhésion/service à la clientèle |
| Fay Greer          | Contrôleuse des finances                         |
| Paul Dews          | Directeur de la communication                    |
| Stuart Hayton      | Secrétaire                                       |

### Les autres employés
| Poste                                      | Nom                   | Pays            |
| ------------------------------------------ | --------------------- | --------------- |
| Directrice de l'administration             | Alison Royston        | Angleterre      |
| Responsable commercial et marketing        | Katy Barton           | Angleterre      |
| Directrice des ventes commerciales         | Charlotte Taylor      | Angleterre      |
| Assistant commercial                       | Matt Diamond          | Angleterre      |
| Directrice de l'Education                  | Lucy Ward             | Angleterre      |
| Responsable des projets éducatifs          | Alan Scorfield        | Angleterre      |
| Gestionnaire de la santé et de la sécurité | Vince Merriman        | Angleterre      |
| Chargé de communication interne            | Peter "Stix" Lockwood | Angleterre      |
| Chargé de communication externe            | Laura Bland           | Angleterre      |
| Responsable de l'entretien                 | Norman Southernwood   | Angleterre      |
| Guide de l"Elland Road Tour"               | John McClelland       | Irlande du Nord |
| Commentateur LUTV                          | Thom Kirwin           | Angleterre      |
| Co-commentateur LUTV                       | Eddie Gray            | Écosse          |
| Speaker d'Elland Road                      | Rich Williams         | Angleterre      |
| Mascotte                                   | "Lucas the Kop Cat"   | Angleterre      |

### Sponsors et équipementiers
| Années  | Sponsor vestimentaire | Sponsor officiel     |
| 1972-73 | Umbro                 | None                 |
| 1973-81 | Admiral               | None                 |
| 1981-83 | Umbro                 | RFW                  |
| 1983-84 | Umbro                 | Systime              |
| 1984-85 | Umbro                 | WKG                  |
| 1985-86 | Umbro                 | Lion Cabinets        |
| 1986-89 | Umbro                 | Burton               |
| 1989-91 | Umbro                 | Top Man              |
| 1991-92 | Umbro                 | Evening Post         |
| 1992-93 | Admiral               | Admiral              |
| 1993-96 | Asics                 | Thistle Hotels       |
| 1996-00 | Puma                  | Packard Bell         |
| 2000-03 | Nike                  | Strongbow            |
| 2003-04 | Nike                  | Whyte & Mackay       |
| 2004-05 | Diadora               | Whyte & Mackay       |
| 2005-06 | Admiral               | Whyte & Mackay       |
| 2006-07 | Admiral               | Bet 24               |
| 2007-08 | Admiral               | Red Kite             |
| 2008-11 | Macron                | NetFlights.com       |
| 2011-15 | Macron                | Enterprise Insurance |
| 2015-20 | Kappa                 | 32 Red               |
| 2020    | Adidas                | Sbotop               |

## Cinéma
- The Damned United, de Tom Hooper avec Michael Sheen, sur les 44 jours de Brian Clough à la tête du club en 1974.